# 長崎放送
長崎放送株式会社（ながさきほうそう、英: Nagasaki Broadcasting Co.,Ltd.、略: NBC）は、長崎県と佐賀県を放送対象地域とする中波放送（AM放送）事業と、長崎県を放送対象地域とするテレビジョン放送事業を行っている特定地上基幹放送事業者である。
ラジオ長崎としての創業時より、筆頭株主のマルハ（現・マルハニチロ）との関係が深い。

## 概要
長崎県内唯一の、ラジオ放送・テレビ放送兼営の民間放送局。民放としては九州で福岡のRKB毎日放送に続いて2番目に開局した老舗の放送局である。社屋は県庁の近くにあり、長崎駅にも近い。また、2021年（令和3年）3月まで、長年の間企業ロゴデザインが変更されなかった。
ラジオのコールサインはJOUR（長崎 1233 kHz）で、テレビのコールサインはJOUR-DTV（長崎 14ch）。テレビはJNN系列で、ラジオはJRN/NRN系列のクロスネットである。
長崎国際テレビ開局までは、テレビ長崎がフジテレビ系列と日本テレビ系列のクロスネット局（後にフジテレビ系列のフルネット局となる）であったものの、スポンサー等の関係でNBCも一部のフジテレビ系と日本テレビ系の番組を放送し、朝日新聞資本の関係で長崎文化放送開局までテレビ朝日系の番組も相当数放送していた。
上記のように、「テレビは1県1波、ラジオは2県1波」という全国的にも特殊な放送体系を採っている。とは言っても、2011年（平成23年）7月24日までのアナログテレビ放送において、佐賀県内の複数のケーブルテレビ局がRKBテレビと共にNBCテレビの再送信も実施していた。デジタル完全移行後の佐賀県では、JNN系列の再送信についてはRKBに事実上一本化したため、長崎県外のケーブルテレビ局によるNBCの再送信は行われなくなった。一方、中波の民放ラジオ局がない佐賀県向けに、一部独自の番組が放送されていた。ただし新社屋・局舎建設など（後述）により、現在は大幅に独自制作の規模を縮小している。
ラジオ佐賀については、子会社のNBCソシアが業務全般を行っており、現在佐賀に在籍する本社社員は、局長ら一部管理職・技術責任者（電波法令に基づく）のみとなっている。
NBCラジオ佐賀の電波は、筑後地域まで届いており、福岡県の民放ラジオ局の電波が入りにくい所ではよく聴取されている。そのため、筑後地域向けの広報番組を過去に放送したことがあった。また、NBC本局の中継局が島原にあり、有明海を隔てて熊本県や、鹿児島県の一部地域でも聴取できるため、エリア地域の人口は九州一であると推定されている。
長崎と言う土地柄、原爆、反核に関する報道について、敏感である。過去においても、原爆に関するドキュメンタリー番組を数多く制作し発信し続けた。また、受賞歴も多い。なお、長崎特有のお盆に精霊船が練り歩く精霊流しの特別番組を組む場合がある。長崎県の民放各社では、長崎くんちの開催期間には特別中継番組が組まれ、NBCもネット番組を中止して中継を行う（他局に比べて放送時間は長い）。
ラジオ番組に関しては、放送免許そのものは長崎放送本社が持っているが、2006年（平成18年）にラジオ制作部門を、長崎本社は「NBCラジオ」（2010年（平成22年）に「NBC興産」と統合し「NBCソシア」となる）に、ラジオ佐賀は「NBC P&S」から社名変更した「株式会社NBCラジオ佐賀」に移譲。さらに2013年（平成25年）4月に「NBCソシア」と吸収合併させたうえで、長崎本社とラジオ佐賀のラジオ事業を「NBCソシア」の1つの部門として運営することになった。
テレビ番組の自社制作は2004年（平成16年）スタートの『あっぷる』が中心だったが2020年（令和2年）4月から『あっぷる』に代わり『pint』を始めた。番組制作は関連会社に任せており、『あっぷる』や『pint』もその1つである。テレビ番組は「プロダクションナップ」が、ラジオ番組は2006年（平成18年）に発足した「NBCラジオ」社が、これに該当する。
1982年（昭和57年）7月23日に発生した長崎大水害においては、NBCラジオは20時15分に第一報を放送したあと、20時30分より全面的に災害放送へ移行し、ニッポン放送『オールナイトニッポン』のネットをはじめ通常番組を中止して、安否情報を流し続けた。
北京オリンピック大会初日である2008年（平成20年）8月9日はJNN系列で北京オリンピック特番「北京オリンピック2008」を11:00から17:30まで中継していたが、当日は長崎原爆犠牲者慰霊平和祈念式典の模様を中継する特別番組を毎年編成しているため、NBCのみ13:00からの飛び乗り放送となった。
現在、ラジオでは2023年4月より平日午後（13時台 - 15時台）に自社制作番組の生ワイド番組を放送せずTBSラジオ制作の生ワイド番組を放送している。このような在京AM局のワイド番組をネットする編成は、他にNBC同様新社屋建設が要因の一つとなったRKC高知放送や新社屋建設は当面ないRNC西日本放送など西日本の地方局で拡がりつつある。テレビでも水曜19時台のローカルセールス枠に放送されていた『げなパネ!』が2021年3月に終了して以降九州地方のTBS系（JNN加盟局）では唯一同時間帯の自社制作番組を放送しない局となった。

### 主な受賞歴
- 『夢とアブラ』で2023年日本民間放送連盟賞番組部門テレビ報道番組優秀賞[8]

- 『げなパネ! 自転車女子旅立ちのスペシャル』で2018年同賞特別表彰部門放送と青少年優秀賞[9]

- 『中倉さんちの食べ物絵ごよみ』で2015年同賞番組部門テレビエンターテインメント番組優秀賞[10]

- 『人間神様』で2014年同賞番組部門テレビエンターティンメント番組最優秀賞[11]

- 『天まで上げろ～212年目のコッコデショ～』で2013年同賞番組部門テレビエンターテインメント番組優秀賞[12]

- 『へトマト』で2010年同賞番組部門テレビエンターテイメント番組優秀賞[13]

- 『いつも心にジャグリング』で2008年同賞番組部門テレビエンターテインメント番組最優秀賞[14]

ほか

### 新社屋移転
1962年（昭和37年）9月12日に運用開始された長崎市上町1-35の旧社屋は、運用開始から60年以上が立ち老朽化が進んだほか、放送設備の大規模な更新を控えていることから、長崎市尾上町の長崎駅の西側に新社屋を建設し、移転することを決めた。
規模は地上11階建。設計・監理はフジタ九州支店。2020年（令和2年）1月に着工し、2021年（令和3年）7月に竣工。2021年（令和3年）11月に運用開始した。ラジオは11月1日に運用開始。テレビは当初、ラジオと同日に運用開始予定だったが、前日の10月31日に第49回衆議院議員総選挙が行われたため、一週遅れて11月8日に運用開始。ちなみに上町の旧社屋からの最後のラジオ番組は、当総選挙の開票特別番組だった。
新社屋内部には、テレビ・ラジオのスタジオのほか、1階にエントランスホールでテレビ・ラジオ番組の収録やイベントで使用するほか、新社屋と面している歩行者専用道路で開催しているイベントなど活用され、長崎の様々な魅力・文化・平和などの情報発信拠点となり、地域の賑わい・活力を生み出していく。さらに放送局の機能をフルに活用し、地域の放送局の発信拠点の新社屋とする。また新社屋には長崎放送のグループ各社も入居。
新社屋移転と創立70周年に先立ち、2021年（令和3年）4月1日にCIとロゴマークを更新し、一新すると共にシンボルマークと新たなスローガンを導入した。九州地方のTBS系列局でシンボルマークを制定するのは南日本放送（1983年（昭和58年）制定）に次いで2例目となる。
また新社屋移転と創立70周年を機に、2022年（令和4年）1月12日に新しい同局のマスコットキャラクターとして「テレビンとれでぃお」を制定した。
なお、長崎市上町の旧社屋は、新社屋運用開始後に解体され、跡地には隣接する長崎市社会福祉会館の敷地を一体的に活用するため、同市と共同で開発を行う。2024年10月、三菱地所レジデンスと九電不動産、日鉄興和不動産の共同企業体と契約を締結し、2028年までにマンションと医療施設、スーパーマーケット（マックスバリュ）が入居する20階建ての複合施設を建設するとしている。

## 本社・支社・放送局所在地

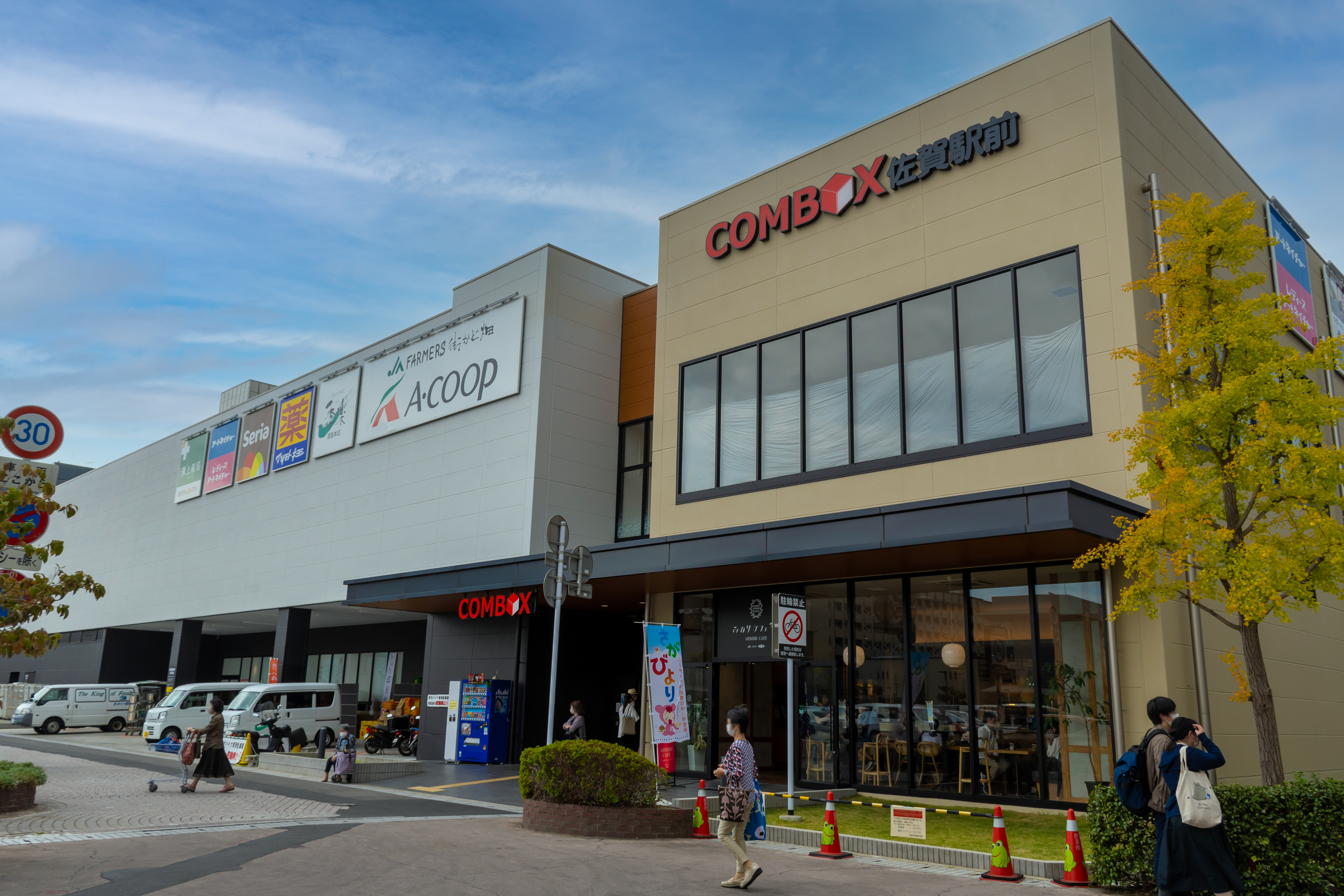
NBCラジオ佐賀の事務所とスタジオが入居する「コムボックス佐賀駅前」
（佐賀市駅前中央1丁目）

本社
長崎県長崎市尾上町5番6号（電話番号095-824-3111）
JR長崎駅より徒歩10分
佐世保支社
長崎県佐世保市松浦町2番21号（電話番号0956-24-2251）九十九島ビル4階
佐賀放送局（NBCラジオ佐賀）
佐賀県佐賀市駅前中央1丁目4番17号 コムボックス佐賀駅前1階（郵便番号840-0801）
東京支社
東京都中央区銀座8丁目9番16号 長崎センタービル内
大阪支社
大阪府大阪市北区曽根崎新地2丁目6番23号 桜橋MFビル7階
福岡支社
福岡県福岡市中央区天神4丁目1番18号 サンビル内
出典

### 佐世保支社と佐賀放送局
長崎県内にラジオ佐世保開局構想が出されると、他県同様「1県1波」という郵政省（当時）の指導が入ることになるが、他県の事例とは異なり、ラジオ佐世保に独自の免許およびコールサイン（JOMF）が出され、開局したあとに合併することとなった。1954年（昭和29年）4月1日のラジオ佐世保の開局により、一時的に同一県内に2局のラジオ局が存在する状態となった。そして半年後の1954年（昭和29年）10月にラジオ長崎とラジオ佐世保は合併した。ラジオ佐世保は長崎放送佐世保放送局となったが、ラジオ佐世保のコールサイン（JOMF）はラジオ放送においては現在も使用している。
佐世保市浜田町には、かつてテレビ・ラジオのスタジオを備えた3階建ての局舎があり、ニュース取材においても、ニュース番組では佐世保局独自のニュースを放送するコーナーが存在した。また、NBCの親局としても中継局の設置の手間がかからず、経費面でプラスに作用していた。CMにおいても長崎圏・佐世保圏の企業のバランスが良かった。しかし、2000年代後半になって全社的な経営の見直しや放送設備の老朽化により、佐世保放送局は佐世保支社に改組された。浜田町にあった局舎は閉鎖され、松浦町のオフィスビルに移転した。局舎跡地は他社に売却されたようである。
一方、佐賀に放送局があるのは、かつて佐賀県に演奏所をもつ民放ラジオ局が無かったためである。佐賀県は福岡や熊本の民間放送局の電波が届くため、あえて民放を設立しなくとも良いと考えられていた 。NBCは長崎県と佐賀県が同じ肥前国であることに着目して中継局の設置を申請、1958年（昭和33年）のNBCラジオ佐賀の開局となった。佐賀県内のニュース取材と民間放送教育協会の部門区分は、ラジオは長崎放送（NBCラジオ佐賀）が、テレビはRKB毎日放送がそれぞれ担当する。

## 資本構成

### 概要
長崎新聞社の出資比率は1.11 %と少ないが、長崎放送は長崎新聞社の大株主（731,000株、10.44 %）であり、一般的な新聞社・放送局と親子逆転の関係にある。

### 2022年3月31日
出典: 
| 資本金      | 発行済株式総数 | 株主数 |
| ----------- | -------------- | ------ |
| 4億5000万円 | 900,000株      | 284    |

| 株主                 | 株式数    | 比率   |
| -------------------- | --------- | ------ |
| マルハニチロ         | 139,500株 | 15.50% |
| 長崎県               | 060,007株 | 06.67% |
| 長崎ケーブルメディア | 051,832株 | 05.76% |
| 十八親和銀行         | 043,357株 | 04.82% |
| 長崎市               | 040,005株 | 04.45% |
| 長崎魚市             | 032,017株 | 03.56% |
| 東晋                 | 028,430株 | 03.16% |
| 中部省三             | 025,000株 | 02.78% |
| 朝日新聞社           | 018,000株 | 02.00% |
| 林兼産業             | 018,000株 | 02.00% |

### 過去の資本構成
企業・団体の名称、個人の肩書は当時のもの。出典：

## 沿革
- 1950年（昭和25年）

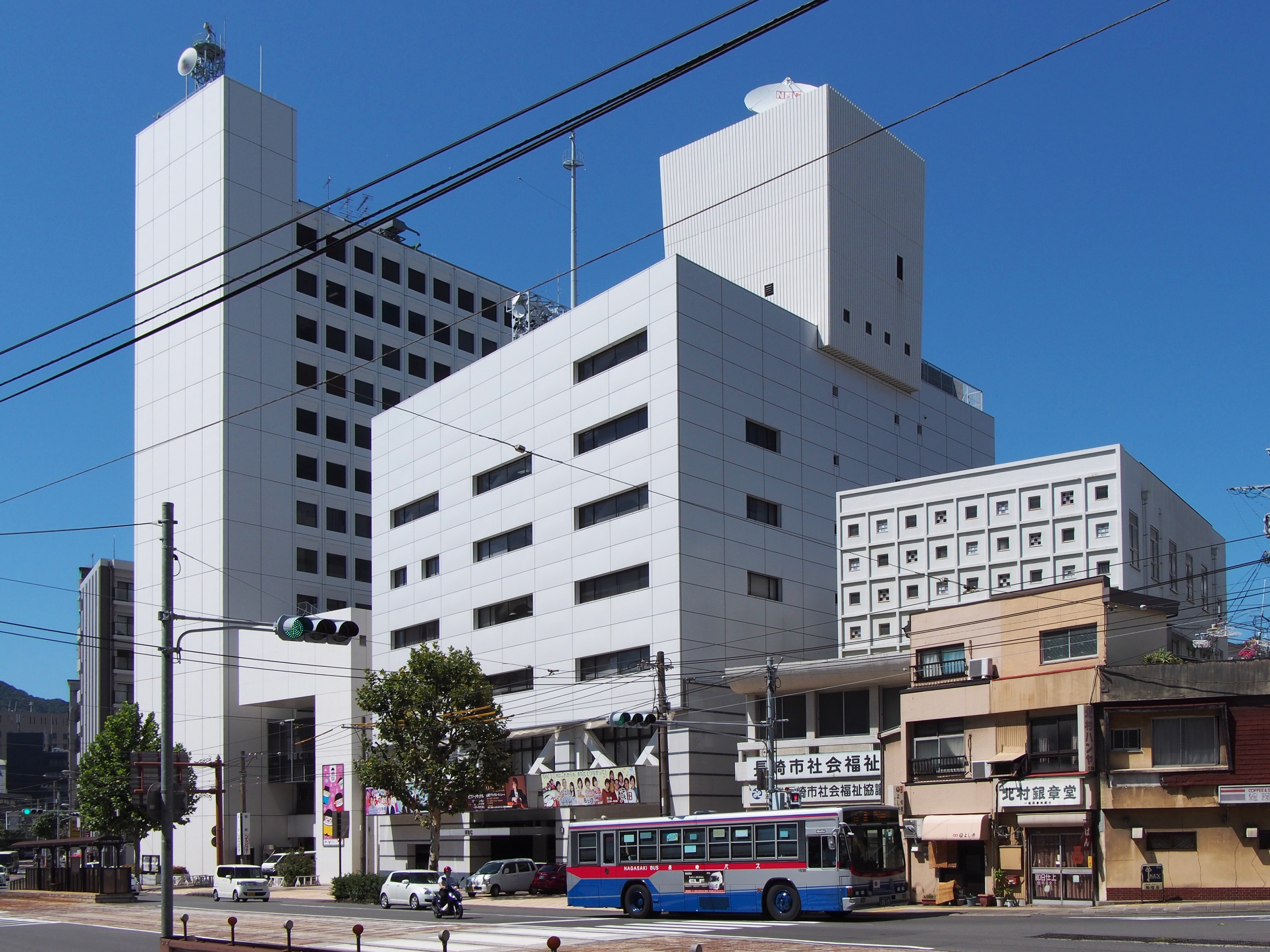
移転前の長崎放送旧本社（手前）とNBCソシア（奥）

  - 2月 - 「社団法人（現・一般社団法人）長崎平和放送協会」東邦通信機の鶴川武社長が申請。
  - 10月15日 - 長崎平和放送、ラジオ長崎合同発起人会。
- 1951年（昭和26年）12月 - ラジオ予備免許交付。
- 1952年（昭和27年）
  - 9月12日 - 長崎平和放送株式会社設立。
  - 12月8日 - 株式会社ラジオ長崎に商号変更。
- 1953年（昭和28年）
  - 2月1日 - ラジオ試験電波発射。
  - 2月23日 - ラジオ本免許交付。
  - 2月24日 - ラジオのサービス放送開始。
  - 3月1日 - 全国19番目の民間放送局としてラジオ長崎（JOUR）開局（1320kc 500W）。 九州では福岡のラジオ九州（RKBラジオ）に次ぐ2番目。
- 1954年（昭和29年）
  - 4月1日 - ラジオ佐世保（JOMF）開局。
  - 5月1日 - ラジオ九州（RKBラジオ）、ラジオ長崎、ラジオ佐世保でKNS協定発足。

2021年3月まで使用されていた局ロゴ。

- - 10月18日 - ラジオ佐世保と合併、長崎放送株式会社（NBC）に社名変更。
- 1956年（昭和31年）1月25日 - テレビ放送局免許申請。
- 1957年（昭和32年）10月22日 - テレビ予備免許交付。
- 1958年（昭和33年）
  - 8月1日 - 佐賀ラジオ放送局（JOUO、NBCラジオ佐賀）開局。
  - 12月17日 - テレビ試験電波発射。
  - 12月24日 - テレビのサービス放送開始。
- 1959年（昭和34年）
  - 1月1日 - 長崎テレビ放送局開局・テレビ放送開始（稲佐山） 九州の民放ではラジオ九州（現RKB毎日放送）、テレビ西日本（TNC）に次ぐ3番目。
    - 放送会館完成までの間は、稲佐山送信所に設置されたマスター室・スタジオからテレビ放送を行っていた。

  - 2月20日 - 佐世保テレビ放送局開局。
- 1961年（昭和36年）3月1日 - 平戸ラジオ中継局開局。
- 1962年（昭和37年）
  - 9月12日 - NBC放送会館完成。
  - 10月1日 - 島原ラジオ中継局開局。
- 1963年（昭和38年）4月11日 - NBC労働組合が午後1時15分から30分間、初めてのストライキに入った。
- 1964年（昭和39年）
  - 4月1日 - NBC初の関連会社「NBC音楽放送協会」発足。
  - 11月12日 - 米海軍原潜シードラゴンが佐世保に寄港の様子を全国に向けて生中継に成功。当日はNHKが中継回線を独占していたため、自営マイクロ7段中継を熊本放送（RKK）の協力により成功する。放送はRKKにより、JNN系列14局に送り出された。内外から絶賛される。
  - 12月10日 - 有限会社「NBCサービスセンター」を発足。
- 1965年（昭和40年）6月1日 - 関連会社「九州広告」を佐世保に創立。
- 1966年（昭和41年）12月21日 - カラー放送開始。
- 1967年（昭和42年）9月7日 - 東京放送（TBS）と業務協定締結。
- 1968年（昭和43年）5月12日 - 佐世保市浜田町に地下1階、地上3階の佐世保局舎完成。
- 1969年（昭和43年）3月16日 - 長崎市浜町の稲田時計店にサテライトスタジオ誕生。
- 1970年（昭和45年）
  - 9月2日 - カラーテレビ中継車を初導入[27]。
  - 9月18日 - 東京銀座8丁目に地下2階、地上9階の「長崎センタービル」完成[注釈 9]。
- 1972年（昭和47年）2月29日 - NBC本社隣りにNBC別館完成（1988年（昭和63年）に「NBCソシアビル」に名称変更）。別館ビルに「NBCビデオホール」が開設される。
- 1973年（昭和48年）4月5日 - 当時の準キー局の朝日放送テレビ（ABC）制作のテレビドラマ『日本の嫁シリーズ』の第3作『嫁チャンポン』（主演：山本陽子）の放送が開始され、制作協力として参加。
- 1974年（昭和49年）3月31日 - 唐津ラジオ中継局開局。
- 1978年（昭和53年）2月6日 - ラジオマスター、2月13日にはテレビマスター（NEC製）を更新。APS導入。
- 1980年（昭和55年）
  - 12月13日 - 諫早ラジオ中継局開局。
  - 12月26日 - 福江ラジオ中継局開局。
- 1981年（昭和56年）
  - 2月21日 - NBC第3ビル（地下1階、地上9階）が竣工。
  - 3月21日 - テレビ音声多重放送開始。
  - 4月1日 - コマーシャルを1本化して放送する「CMバンクシステム」を導入。
  - 8月1日 - 伊万里ラジオ中継局開局。
- 1983年（昭和58年）11月10日 - TBSテレビの人気番組『ザ・ベストテン』の放送300回とNBC開局30周年を記念して、長崎市松山町平和公園にある長崎市営ラグビー・サッカー場（市営球技場）から公開生放送を実施[注釈 10]。NBCからは川瀬隆史が参加した。8日の午前10時から入場整理券をNBC本社で配布。この際、10,000近くのファンが早朝からNBCを取り囲んだ。小学生や中学生が学校を休んで並んだり徹夜までする騒ぎとなり、結局、32人の児童生徒が補導されマスコミに大きく報じられた。当日はファン1万5千人が集まり、主催者側整備員約600人を動員、警官約160人が出動。東京地区の視聴率は29.9%だった。
- 1985年（昭和60年）4月17日 - ラジオ佐賀と長崎局でそれぞれ地域別のCM放送開始。
- 1989年（平成元年）
  - 3月6日 - ラジオマスター更新。
  - 6月22日 - テレビマスター更新（NEC製）。また時刻が左上に表示されるようになる。
- 1990年（平成2年）4月4日 - NBC本社を全面改装。ソシアビルと同色に統一。
- 1991年（平成3年）7月23日 - NBCラジオ佐賀局舎改装。
- 1996年（平成8年）
  - 3月19日 - 有田ラジオ中継局開局。
  - 10月28日 - NBCラジオ長崎局と諫早局周波数共通化（1449 kHz→1233kHzへ）。
- 1999年（平成11年）頃 - NBCラジオ佐賀局と唐津局周波数共通化（1485 kHz→1458kHzへ）。
- 2001年（平成13年）10月29日 - NBCラジオ長崎局と島原局周波数共通化（1098 kHz→1233kHzへ）。
- 2006年（平成18年）
  - 5月22日 - アナログ・デジタル統合マスターへ更新（NEC製）。
  - 12月1日 - 地上デジタル放送開始。
- 2008年（平成20年）3月1日 - 長崎ケーブルメディアのデジタルSTBでNBCラジオの放送開始（アナログ波の再送信・モノラル放送）。
- 2010年（平成22年）4月1日 - 子会社のエヌビーシー興産株式会社が株式会社NBCラジオを吸収合併し株式会社NBCソシアと改称。
- 2011年（平成23年）
  - 1月24日 - 対馬市内のアナログテレビ中継局のうち、厳原中継局を除く4局（南厳原（みなみいづはら）、佐須奈（さすな）、対馬伊奈（つしまいな）、志多留（したる））が先行廃止（NHK長崎・KTNも同様）。
  - 7月24日 - 正午（午後0時）アナログテレビ放送が終了、翌日（7月25日）の午前0時までにアナログテレビ放送は完全停波しデジタルテレビ放送に完全移行。
- 2012年（平成24年）
  - 1月30日 - インターネットのIPサイマルラジオ「radiko.jp」でNBCラジオ（長崎本局）の同時配信を開始（エフエム長崎も同様、配信エリアは長崎県内のみ対象）。
  - 9月12日 - 創立60周年。
  - 9月15日 - 創立60周年記念番組『NBCラジフェス60時間ラジオ』を放送、深夜にはテレビ・ラジオで同時放送などを行ったが、平成24年台風第16号の接近により、伊王島でのライブイベントが中止。
- 2013年（平成25年）4月1日 - 子会社の株式会社NBCソシアが株式会社NBCラジオ佐賀を吸収合併。長崎・佐賀のラジオ事業子会社を統合。
- 2015年（平成27年）
  - 6月30日 - FM補完中継局の予備免許を受ける[28][29]。
  - 10月1日 - NBC長崎FM局本放送開始[30]。
  - 12月1日 - NBC諌早FM局本放送開始[30]。
- 2017年（平成29年）2月1日 -
  - NBC佐世保FM局本放送開始。
  - NBC佐賀FM局本放送開始。
- 2020年（令和2年）
  - 1月 - 長崎市尾上町の新社屋を建設し着工。
  - 6月15日 - NBCラジオ佐賀局舎を佐賀駅前の商業施設「コムボックス佐賀駅前」内に移転。
- 2021年（令和3年）
  - 4月1日 - 新社屋移転と創立70周年に先立ち、CIを導入。ロゴマークを一新すると共にシンボルマークを導入[16]。また新たなスローガンとして、「テレビの外へ!」と「ラジオの先へ!」を制定した。
  - 7月 - 長崎市尾上町の新社屋を竣工。
  - 10月1日 - radikoの通常配信エリアを佐賀県に拡大。合わせて2021年秋の改編でNBCラジオ佐賀とNBCラジオの番組編成を統合。この件に関してNBCは「NBCラジオの新たな挑戦」と位置づけ、長崎・佐賀両局を拠点とした地域密着の番組制作・取材活動の更なる充実と防災・減災報道にも力を尽くしつつ“西九州”に訴求するラジオ局を目指すとしている[31]。
  - 11月1日 - 長崎市尾上町の新社屋に移転、新社屋からラジオ放送を開始。
  - 11月8日 - 新社屋からテレビ放送を開始。
- 2022年（令和4年）
  - 1月12日 - 新しい同局のマスコットキャラクターとして「テレビンとれでぃお」を制定[17]。
  - 3月30日 - 前日と当日に行われた「さようならNBCビデオホール〜さだまさしコンサート」をもって、同ホールが設置されていたソシアビル含む旧社屋の稼働終了[32]。
  - 9月12日 - 創立70周年。
- 2024年（令和6年）
  - 2月5日 - FM転換を見据えた総務省実証実験としてAM停波による社会的影響を検証するため、当日から2025年1月31日までの期間、佐賀放送局エリアにおいて親局を含めてAMラジオを停波。FM、またはワイドFM放送で代替放送を行う[33][34][35]。
  - 10月20日 - TBSテレビ制作の日曜劇場『海に眠るダイヤモンド』（主演：神木隆之介）の放送が開始され、制作協力として参加。

### ラジオ長崎開局までの経緯
1950年（昭和25年）2月27日、鶴川武が「社団法人・長崎平和放送協会」設立を申請した。この頃は「電波3法」が国会審議中だったため、一時保留となった。
鶴川武は1915年（大正4年）2月4日熊本県生まれ、中野高等無線電信学校等で学び、戦前は中国に渡り上海ラジオビーコン局等に勤務、敗戦と同時に上海から引き上げた。戦後は長崎に住み、1950年（昭和25年）に東邦通信機株式会社を設立した。
もう1つの流れは長崎商工会議所を中心とした「ラジオ長崎」のグループである。商工会議所会頭・脇山勘助（長崎電気軌道社長）や事務局長・菅野一郎、浅野金兵衛（長崎高等商業学校教授、現在の長崎大学経済学部）が中心となり、地元実業界有力者の10数人が発起人に名を連ねた。しかし、同年3月11日に長崎商工会議所が全焼する火災が発生、関係書類が消失したため一時中断となった。その後、「電波3法」の民放設立の条件であった「東京2局、他地区は1局」の方針により、1本化に向け話し合いを開始した。
同年10月15日、長崎市の精洋亭ホテル（銅座町・長崎グランドホテルの前身）で合同発起人会を開き「株式会社長崎平和放送協会」を発足させた。代表に脇山勘助を選び、資本金3,500万円、出力3kW放送局を設立することを決めた。しかし後に、NHK長崎放送局と同じ500Wが望ましいと電波監理委員会からの勧告を受けたが、500Wでは県内全域をカバー出来ないとの理由により、結局1kWに減力して申請変更を行った。1951年（昭和26年）2月に西岡竹次郎（この年6月に長崎県知事に就任）も諫早で免許申請を行う。
すぐに当時の政界有力者の斡旋で話し合いを持ち、西岡竹次郎は長崎平和放送協会に合流することで了解し、発起人に加わった。当時、放送局設置において新聞社を母体に資金や人的援助を仰いで、法人を立ち上げるのが常だったが、長崎の場合は朝日新聞社・毎日新聞社間の考えの違いで設立支援が具体化せず、地元経済界を中心とした自主的経営でのスタートとなり、ほかの民放と比べて苦難の道を歩むことになった。
- 同年4月21日 我が国初めて民間放送への予備免許が16社に下ろされたが、申請内容の不備を理由に長崎平和放送協会は保留となった。
- 11月 ラジオ長崎の初代社長となる中部悦良が追放解除によって経済界に復帰し、長崎商工会議所会頭に再び就任した。
- 12月27日 予備免許が交付される。結局、出力は500Wに減力となった。

開局に向けて準備を始めるも、極端な資金不足により資本金が目標額1,250万の半分の500万にも満たず、中部悦良と大洋漁業が不足分を立て替えた。
- 1953年（昭和28年）
  - 2月1日 - 大浦放送所で「火入れ式」が行われ午前9時30分、試験電波が発射される。
  - 2月15日 スタジオ完成
  - 2月23日 「ラジオ長崎」の本免許が下ろされた。
  - 2月24日 サービス放送開始
  - 2月27日 初の街頭録音番組『ラジオ長崎に何を望むか』を放送
  - 2月28日 三菱会館で「ラジオ長崎開局前夜祭」が県民3000人を招いて開催
  - 3月1日 午前9時30分アンゼラスの鐘のメロディーと共に放送開始

### 佐世保地区の競願、そしてラジオ佐世保・ラジオ長崎の合併へ
ラジオ長崎が開局したとはいえ、申請時の500Wが影響し、佐世保を始め県北一帯には電波が届かず、佐世保市民は民放の設立を望んでいた。
1951年（昭和26年）6月2日、佐世保市内の有力者が集まり「ラジオ佐世保設立発起人会」を結成。中心となったのは九州時事新聞社（1968年（昭和43年）に長崎新聞社と合併）社長であった辻一三であった。10月19日「ラジオ佐世保」の設立総会をレストラン玉屋で開いた。初代社長に山中辰四郎（佐世保庶民信用金庫理事長・その後1955年（昭和30年）から1963年（昭和38年）まで佐世保市長）が就任。佐世保地区は「ラジオ長崎」「ラジオ佐世保」の競願となった。地方民放は1県1局が原則、九州電波監理局が斡旋に乗り出した。最初の話し合いが雲仙で行われ、両者が各自の立場を強調したに留まったが、次第に合併の機運が生まれる。11月28日九州電波管理局による調停案が提示される。年が明け1954年（昭和29年）1月12日、田川務長崎市長・中田正輔佐世保市長の連名による合併斡旋勧告が出された。
3月6日ラジオ長崎・ラジオ佐世保で臨時株主総会を開催し合併を承認、社名を「長崎放送株式会社」と決定した。結果的にはいったん、ラジオ佐世保に免許が降ろされた上で4月1日に開局、半年後の10月18日に合併した。

### テレビ放送開始までの経緯
- 1956年（昭和31年）1月25日 長崎・佐世保両テレビジョンの免許申請
- 1957年（昭和32年）
  - 6月 第1次チャンネルプランにもとづいて、長崎地区に2と5、佐世保地区に8と10が割り当てられ、長崎は5チャンネル・佐世保は10チャンネルとなった。

稲佐山山頂と烏帽子岳でテレビ放送設備の建設が始まる。当時烏帽子岳山腹は道路整備がされておらず、建設にあたってまず道路の開拓からかかった。稲佐山には鉄筋コンクリート2階建ての局舎を建設。
- 10月22日に予備免許が降りる。当初の計画では1958年（昭和33年）4月1日に長崎・佐世保の同時開局を目標としていた。

長崎テレビジョン局（JOUR-TV・5チャンネル）
- 1958年（昭和33年）
  - 12月17日午前7時55分 初の試験電波を発射。
  - 12月24日午後6時 サービス放送を開始。最初の番組は日本テレビからのドラマ『轟先生』、この番組のスポンサーが「松隈電気」で、NBCテレビのローカルスポンサー第1号となった。中央スポンサーは加美乃素本舗、ヤシカ、田辺製薬の3社。初のテレビ中継となった大浦天主堂からのクリスマスミサ中継は浜屋デパート提供だった。
  - 12月25日、記念番組『テレビ誕生』を生放送。
- 1959年（昭和34年）
  - 1月1日午前6時30分本放送を開始。午前7時より日本テレビ『日本の正月』放送。
  - 1月4日午後9時、初のローカルニュース『さようなら昭和33年おめでとう昭和34年』を放送

佐世保テレビジョン局（JOMF-TV・10チャンネル）
- 1958年（昭和33年）10月末、天神山の演奏所、烏帽子岳の送信所が完成。
- 1959年（昭和34年）2月20日開局。
- 1959年（昭和34年）4月7日 長崎国際文化会館で開局式。

### 社史・記念誌
長崎放送では、以下の7冊を発行している（2023年3月時点）。
- 長崎放送十年史（長崎放送 編） 1962年（昭和37年）10月発行、227ページ[36][37]
- 長崎放送社史 昭和三十七年から昭和四十二年まで（長崎放送社史編さん係 編） 1968年（昭和43年）6月発行、236ページ
  - 長崎放送十年史の続編として発行。
- 長崎放送編年史 25周年（長崎放送 編） 1977年（昭和52年）9月発行、135ページ
- 長崎放送編年史 40周年（長崎放送 編） 1992年（平成4年）12月発行、277ページ
- 長崎放送50年史（長崎放送 編集） 2002年（平成14年）9月発行、632ページ
- 長崎放送60年史（長崎放送 編集） 2013年（平成25年）3月発行、429ページ
- NBC長崎放送70年史（長崎放送 編集）2023年（令和3年）2月] 発行、291ページ

## ラジオ

### ラジオ周波数
佐賀県内の中継局はNBCラジオ佐賀の当該項目を参照。日曜日付け放送終了時、および月曜日付け放送開始時は全放送局をアナウンスするが、通常の起点である他の曜日の5時の段階では、長崎・佐世保・佐賀の周波数のみをアナウンスする。
| AM放送      | AM放送       | AM放送   | AM放送 | AM放送                                        |
| 親局        | コールサイン | 周波数   | 出力   | 備考                                          |
| ----------- | ------------ | -------- | ------ | --------------------------------------------- |
| 長崎        | JOUR         | 1233 kHz | 5 kW   | [ 38 ]                                        |
| 中継局      | コールサイン | 周波数   | 出力   | 備考                                          |
| 佐世保      | JOMF         | 1098 kHz | 1 kW   |                                               |
| 諫早        |              | 1233 kHz | 100W   |                                               |
| 島原        |              | 1233 kHz | 100W   |                                               |
| 平戸        | JOUE（廃止） | 1062 kHz | 100W   |                                               |
| 福江        |              | 1431 kHz | 1 kW   |                                               |
| FM補完局    |              |          |        |                                               |
| 中継局      | コールサイン | 周波数   | 出力   | 備考                                          |
| NBC長崎FM   |              | 92.6 MHz | 1 kW   | 2015年6月30日予備免許交付、 同年10月1日開局。 |
| NBC佐世保FM |              | 90.6 MHz | 300W   | 2016年9月6日予備免許交付、 2017年2月1日開局。 |
| NBC諌早FM   |              | 91.8 MHz | 30W    | 2015年6月30日予備免許交付、 同年12月1日開局。 |

### 現在放送中の番組
2025年4月時点。詳細は、公式サイトのラジオ番組表を参照。24時間放送で、月曜日4時開始（他の曜日は5時基点）、日曜日は月曜1時終了。ただし日曜日放送終了のアナウンスは月曜0時59分に行われる。放送終了時に、少なくとも1980年代ごろまで「では皆さん、しばらくお休みをさせていただきます」とのアナウンスがあった。
NBCラジオ佐賀含め自社制作番組は太字。NBCラジオ佐賀制作で長崎県内も同時放送の番組は◇、長崎・佐賀共同制作は〇。

#### 随時放送
- NBC50ニュース
- 交通情報・道路混雑情報
- 天気予報
  - 各ワイド番組内で放送。

#### 平日
| 時                                                | 月曜日 | 火曜日 | 水曜日 | 木曜日 | 金曜日 |
| ------------------------------------------------- | --- | --- | --- | --- | --- |
| 5                                                 | 5:00 健康情報救急箱 | 5:00 健康情報救急箱 | 5:00 健康情報救急箱 | 5:00 健康情報救急箱 | 5:00 健康情報救急箱 |
| 5                                                 | 5:05 NBCミューズハーツNEO | | | | |
| 5                                                 | 5:10 お悩みカイホウショッピング | 5:10 ピックアップラジオショッピング | 5:10 まいどあり～。 | 5:10 今旬!インフォメーション | 5:10 解決!知っ得プレミアム |
| 5                                                 | 5:25 心のともしび | | | | |
| 5                                                 | 5:30 Brand-New Morning（TBSラジオ） | | | | |
| 6                                                 | | | | | |
| 6:30 NBCミューズハーツNEO                         | 6:30 健康生活インフォメーション | 6:30 お悩みカイホウショッピング | 6:30 健やかインフォメーション | 6:30 健やかエブリデイ | |
| 6:35 ドクターごとうの熱血訪問クリニック（マール） | 6:30 健康生活インフォメーション | 6:30 お悩みカイホウショッピング | 6:30 健やかインフォメーション | 6:30 健やかエブリデイ | |
| 6:45 健やかインフォメーション                     | 6:45 洋楽処POPS倶楽部 | 6:45 洋楽処POPS倶楽部 | 6:45 洋楽処POPS倶楽部 | 6:45 洋楽処POPS倶楽部 | |
| 7                                                 | 7:00 早版 あさかラ ▽7:10 お早う!ニュースネットワーク（ニッポン放送） ▽7:35 おなかがグーは、しあわせのグー。（九州・沖縄地方JRN系企画ネット番組） ▽8:00 話題のアンテナ 日本全国8時です（TBSラジオ） ▽8:15 県庁タイムス ▽8:20 羽田美智子のいってらっしゃい（ニッポン放送） ▽8:25 （月）さわこの＼婚活道場／ （火・木） NBCミューズハーツNEO （金）当世 新長崎ものしり手帳 | 7:00 早版 あさかラ ▽7:10 お早う!ニュースネットワーク（ニッポン放送） ▽7:35 おなかがグーは、しあわせのグー。（九州・沖縄地方JRN系企画ネット番組） ▽8:00 話題のアンテナ 日本全国8時です（TBSラジオ） ▽8:15 県庁タイムス ▽8:20 羽田美智子のいってらっしゃい（ニッポン放送） ▽8:25 （月）さわこの＼婚活道場／ （火・木） NBCミューズハーツNEO （金）当世 新長崎ものしり手帳 | 7:00 早版 あさかラ ▽7:10 お早う!ニュースネットワーク（ニッポン放送） ▽7:35 おなかがグーは、しあわせのグー。（九州・沖縄地方JRN系企画ネット番組） ▽8:00 話題のアンテナ 日本全国8時です（TBSラジオ） ▽8:15 県庁タイムス ▽8:20 羽田美智子のいってらっしゃい（ニッポン放送） ▽8:25 （月）さわこの＼婚活道場／ （火・木） NBCミューズハーツNEO （金）当世 新長崎ものしり手帳 | 7:00 早版 あさかラ ▽7:10 お早う!ニュースネットワーク（ニッポン放送） ▽7:35 おなかがグーは、しあわせのグー。（九州・沖縄地方JRN系企画ネット番組） ▽8:00 話題のアンテナ 日本全国8時です（TBSラジオ） ▽8:15 県庁タイムス ▽8:20 羽田美智子のいってらっしゃい（ニッポン放送） ▽8:25 （月）さわこの＼婚活道場／ （火・木） NBCミューズハーツNEO （金）当世 新長崎ものしり手帳 | 7:00 早版 あさかラ ▽7:10 お早う!ニュースネットワーク（ニッポン放送） ▽7:35 おなかがグーは、しあわせのグー。（九州・沖縄地方JRN系企画ネット番組） ▽8:00 話題のアンテナ 日本全国8時です（TBSラジオ） ▽8:15 県庁タイムス ▽8:20 羽田美智子のいってらっしゃい（ニッポン放送） ▽8:25 （月）さわこの＼婚活道場／ （火・木） NBCミューズハーツNEO （金）当世 新長崎ものしり手帳 |
| 8                                                 | 7:00 早版 あさかラ ▽7:10 お早う!ニュースネットワーク（ニッポン放送） ▽7:35 おなかがグーは、しあわせのグー。（九州・沖縄地方JRN系企画ネット番組） ▽8:00 話題のアンテナ 日本全国8時です（TBSラジオ） ▽8:15 県庁タイムス ▽8:20 羽田美智子のいってらっしゃい（ニッポン放送） ▽8:25 （月）さわこの＼婚活道場／ （火・木） NBCミューズハーツNEO （金）当世 新長崎ものしり手帳 | 7:00 早版 あさかラ ▽7:10 お早う!ニュースネットワーク（ニッポン放送） ▽7:35 おなかがグーは、しあわせのグー。（九州・沖縄地方JRN系企画ネット番組） ▽8:00 話題のアンテナ 日本全国8時です（TBSラジオ） ▽8:15 県庁タイムス ▽8:20 羽田美智子のいってらっしゃい（ニッポン放送） ▽8:25 （月）さわこの＼婚活道場／ （火・木） NBCミューズハーツNEO （金）当世 新長崎ものしり手帳 | 7:00 早版 あさかラ ▽7:10 お早う!ニュースネットワーク（ニッポン放送） ▽7:35 おなかがグーは、しあわせのグー。（九州・沖縄地方JRN系企画ネット番組） ▽8:00 話題のアンテナ 日本全国8時です（TBSラジオ） ▽8:15 県庁タイムス ▽8:20 羽田美智子のいってらっしゃい（ニッポン放送） ▽8:25 （月）さわこの＼婚活道場／ （火・木） NBCミューズハーツNEO （金）当世 新長崎ものしり手帳 | 7:00 早版 あさかラ ▽7:10 お早う!ニュースネットワーク（ニッポン放送） ▽7:35 おなかがグーは、しあわせのグー。（九州・沖縄地方JRN系企画ネット番組） ▽8:00 話題のアンテナ 日本全国8時です（TBSラジオ） ▽8:15 県庁タイムス ▽8:20 羽田美智子のいってらっしゃい（ニッポン放送） ▽8:25 （月）さわこの＼婚活道場／ （火・木） NBCミューズハーツNEO （金）当世 新長崎ものしり手帳 | 7:00 早版 あさかラ ▽7:10 お早う!ニュースネットワーク（ニッポン放送） ▽7:35 おなかがグーは、しあわせのグー。（九州・沖縄地方JRN系企画ネット番組） ▽8:00 話題のアンテナ 日本全国8時です（TBSラジオ） ▽8:15 県庁タイムス ▽8:20 羽田美智子のいってらっしゃい（ニッポン放送） ▽8:25 （月）さわこの＼婚活道場／ （火・木） NBCミューズハーツNEO （金）当世 新長崎ものしり手帳 |
| 8:40 武田鉄矢・今朝の三枚おろし（文化放送）       | | | | | |
| 8:50 NBC50ニュース                                | | | | | |
| 9                                                 | 9:00 あさかラ | 9:00 あさかラ | 9:00 あさかラ | 9:00 あさかラ | 9:00 あさかラ |
| 10                                                | 9:00 あさかラ | 9:00 あさかラ | 9:00 あさかラ | 9:00 あさかラ | 9:00 あさかラ |
| 11                                                | 9:00 あさかラ | 9:00 あさかラ | 9:00 あさかラ | 9:00 あさかラ | 9:00 あさかラ |
| 12                                                | 9:00 あさかラ | 9:00 あさかラ | 9:00 あさかラ | 9:00 あさかラ | 9:00 あさかラ |
| 12:50 NBC50ニュース                               | | | | | |
| 13                                                | 13:00 ジェーン・スー 生活は踊る（TBSラジオ） | 13:00 ジェーン・スー 生活は踊る（TBSラジオ） | 13:00 ジェーン・スー 生活は踊る（TBSラジオ） | 13:00 ジェーン・スー 生活は踊る（TBSラジオ） | 13:00 金曜ボイスログ（TBSラジオ） |
| 14                                                | 14:00 こねくと（TBSラジオ） | 14:00 こねくと（TBSラジオ） | 14:00 こねくと（TBSラジオ） | 14:00 こねくと（TBSラジオ） | 14:00 金曜ワイドラジオTOKYO えんがわ（TBSラジオ） |
| 15                                                | 14:00 こねくと（TBSラジオ） | 14:00 こねくと（TBSラジオ） | 14:00 こねくと（TBSラジオ） | 14:00 こねくと（TBSラジオ） | 14:00 金曜ワイドラジオTOKYO えんがわ（TBSラジオ） |
| 15:50 NBC50ニュース                               | | | | | |
| 16                                                | 16:00 お誕生日おめでとう | 16:00 お誕生日おめでとう | 16:00 お誕生日おめでとう | 16:00 お誕生日おめでとう | 16:00 お誕生日おめでとう |
| 16                                                | 16:10 ◇SAGA"C"WAVE | 16:10 今旬!インフォメーション | 16:10 健康生活インフォメーション | 16:10 旬!SHUN!ピックアップ | 16:10 健康生活インフォメーション |
| 16                                                | 16:15 パックンマックンの笑って覚える英会話!（かしわプロダクション） | 16:10 今旬!インフォメーション | 16:10 健康生活インフォメーション | 16:10 旬!SHUN!ピックアップ | 16:10 健康生活インフォメーション |
| 16                                                | 16:25 ニッポン人物ア・ラ・100年（かしわプロダクション） | | | | |
| 16                                                | 16:30 あなたにハッピー・メロディ（ニッポン放送） | | | | |
| 16                                                | 16:40 北さんの歌きた道中（北陸放送） | 16:40 ドラマってムジカ（かしわプロダクション） | 16:40 銀シャリのおむすびラジオ | 16:40 時東ぁみの危機耳ラジオ～その時のために～（かしわプロダクション） | 16:40 朗読のヒロバ（TBSラジオ） |
| 16                                                | 16:50 NBC50ニュース | | | | |
| 16                                                | 16:55 NBCミューズハーツNEO | 16:55 菅原産業 Presents 「未来へつなぐエコライフ」 | 16:55 NBCミューズハーツNEO | 16:55 NBCミューズハーツNEO | 16:55 ◇さがけいばほっと情報 |
| 17                                                | 17:00 ニュース・パレード（文化放送） | 17:00 ニュース・パレード（文化放送） | 17:00 ニュース・パレード（文化放送） | 17:00 ニュース・パレード（文化放送） | 17:00 ニュース・パレード（文化放送） |
| 17                                                | 17:15 〇ONOUE BASE ▽17:30 ネットワークトゥデイ（TBSラジオ） | | | | |
| 18                                                | | | | | |
| 18:20 NBCミューズハーツNEO                        | | | | | |
| 18:28 Buy Now                                     | 18:28 あばれる君のイグニッションラジオタイム（かしわプロダクション） | 18:28 長谷川玲奈のレナのツボ | 18:28 耳より健康便り | 18:28 わくわくお届け便 | |
| 18:45 ものまね SHOW TIME（かしわプロダクション）  | 18:45 NBCゴールデンナイトゲーム | 18:45 NBCゴールデンナイトゲーム | 18:45 NBCゴールデンナイトゲーム | 18:45 NBCゴールデンナイトゲーム | |
| 19                                                | 18:45 NBCゴールデンナイトゲーム | 18:45 NBCゴールデンナイトゲーム | 18:45 NBCゴールデンナイトゲーム | 18:45 NBCゴールデンナイトゲーム | 19:00 あの人この歌ああ人生 |
| 19                                                | 18:45 NBCゴールデンナイトゲーム | 18:45 NBCゴールデンナイトゲーム | 18:45 NBCゴールデンナイトゲーム | 18:45 NBCゴールデンナイトゲーム | 19:30 （第3週以外）MUSIC KNOCK! （第3週）〜ハウジングロビー・プレゼンツ〜龍ちゃんの個性があるから面白い! |
| 20                                                | 18:45 NBCゴールデンナイトゲーム | 18:45 NBCゴールデンナイトゲーム | 18:45 NBCゴールデンナイトゲーム | 18:45 NBCゴールデンナイトゲーム | 20:00 星光グループプレゼンツ 中村弥生の星に願いを |
| 20                                                | 18:45 NBCゴールデンナイトゲーム | 18:45 NBCゴールデンナイトゲーム | 18:45 NBCゴールデンナイトゲーム | 18:45 NBCゴールデンナイトゲーム | 20:30 ラジオ劇場 アキラとあきら（KBCラジオ） |
| 20                                                | 18:45 NBCゴールデンナイトゲーム | 18:45 NBCゴールデンナイトゲーム | 18:45 NBCゴールデンナイトゲーム | 18:45 NBCゴールデンナイトゲーム | 20:45 NBCミューズハーツNEO |
| 20                                                | 18:45 NBCゴールデンナイトゲーム | 18:45 NBCゴールデンナイトゲーム | 18:45 NBCゴールデンナイトゲーム | 18:45 NBCゴールデンナイトゲーム | 20:50 東山彰良 イッツ・オンリー・ロックンロール（RKBラジオ） |
| 21                                                | 21:00 MUSIC WOLF | 21:00 グレープのもう魔酔わない!（東海ラジオ） | 21:00 金太郎のがまだせ!ラジオ | 21:00 垂流的雑談のススメ | |
| 21                                                | 21:00 MUSIC WOLF | 21:00 グレープのもう魔酔わない!（東海ラジオ） | 21:00 金太郎のがまだせ!ラジオ | 21:20 佐田玲子のレイコランドカフェ | |
| 21                                                | 21:30 癒しのサプリ（FMヨコハマ） | 21:00 グレープのもう魔酔わない!（東海ラジオ） | 21:30 サブカルラジヲ | 21:30 ◇80年代専門番組ときめき!レコード室 どきっ | |
| 21                                                | 21:30 癒しのサプリ（FMヨコハマ） | 21:00 グレープのもう魔酔わない!（東海ラジオ） | 21:30 サブカルラジヲ | 21:30 ◇80年代専門番組ときめき!レコード室 どきっ | 21:50 アナログタロウ 痛快!アナログヒッパレ～♪（かしわプロダクション） |
| 22                                                | 22:00 オールナイトニッポン MUSIC10（ニッポン放送） | 22:00 オールナイトニッポン MUSIC10（ニッポン放送） | 22:00 オールナイトニッポン MUSIC10（ニッポン放送） | 22:00 オールナイトニッポン MUSIC10（ニッポン放送） | 22:00 オールナイトニッポンGOLD（ニッポン放送） |
| 23                                                | 22:00 オールナイトニッポン MUSIC10（ニッポン放送） | 22:00 オールナイトニッポン MUSIC10（ニッポン放送） | 22:00 オールナイトニッポン MUSIC10（ニッポン放送） | 22:00 オールナイトニッポン MUSIC10（ニッポン放送） | 22:00 オールナイトニッポンGOLD（ニッポン放送） |
| 0                                                 | 0:00 レコメン!（文化放送） | 0:00 レコメン!（文化放送） | 0:00 レコメン!（文化放送） | 0:00 レコメン!（文化放送） | 0:00 嵐・相葉雅紀のレコメン!アラシリミックス（文化放送） |
| 1                                                 | 1:00 オールナイトニッポン（ニッポン放送） | 1:00 オールナイトニッポン（ニッポン放送） | 1:00 オールナイトニッポン（ニッポン放送） | 1:00 オールナイトニッポン（ニッポン放送） | 1:00 オールナイトニッポン（ニッポン放送） |
| 2                                                 | 山田裕貴のオールナイトニッポン | 星野源のオールナイトニッポン | 乃木坂46のオールナイトニッポン | ナインティナインのオールナイトニッポン | 霜降り明星のオールナイトニッポン |
| 3                                                 | 3:00 オールナイトニッポン0(ZERO)（ニッポン放送） | 3:00 オールナイトニッポン0(ZERO)（ニッポン放送） | 3:00 オールナイトニッポン0(ZERO)（ニッポン放送） | 3:00 オールナイトニッポン0(ZERO)（ニッポン放送） | 3:00 オールナイトニッポン0(ZERO)（ニッポン放送） |
| 4                                                 | キタニタツヤのオールナイトニッポン0(ZERO) | あののオールナイトニッポン0(ZERO) | 佐久間宣行のオールナイトニッポン0(ZERO) | マヂカルラブリーのオールナイトニッポン0(ZERO) | 三四郎のオールナイトニッポン0(ZERO) |
| 4                                                 | 4:30 上柳昌彦 あさぼらけ（ニッポン放送） | | | | 三四郎のオールナイトニッポン0(ZERO) |

#### 週末
| 時 | 土曜日                                                                 | 日曜日                                                                            |
| -- | ---------------------------------------------------------------------- | --------------------------------------------------------------------------------- |
| 5  | 5:00 今旬!インフォメーション                                           | 5:00 お悩みカイホウショッピング                                                   |
| 5  | 5:15 田川寿美 「一期一会」（スバルプランニング）                       | 5:15 岩本公水 星の語りべ                                                          |
| 5  | 5:30 水森英夫のチップイン歌謡曲（火曜会）                              | 5:15 岩本公水 星の語りべ                                                          |
| 5  | 5:45 松原健之・Bitter&Sweetの音茶メロらじお                            |                                                                                   |
| 6  | 6:00 土曜朝6時 木梨の会。（TBSラジオ）                                 | 6:00 1万年堂出版の時間                                                            |
| 6  | 6:00 土曜朝6時 木梨の会。（TBSラジオ）                                 | 6:15 ピックアップラジオショッピング                                               |
| 6  | 6:30 平岡チカのおはようMUSIC!                                          | 6:30 録音風物誌（火曜会）                                                         |
| 6  | 6:35 心のともしび                                                      | 6:30 録音風物誌（火曜会）                                                         |
| 6  | 6:40 長崎は証言する                                                    | 6:40 世の光 いきいきタイム                                                        |
| 6  | 6:45 耳より健康便り                                                    | 6:40 世の光 いきいきタイム                                                        |
| 6  | 6:55 井上祐見のスウィートモーニング                                    |                                                                                   |
| 7  | 7:00 週刊 なるほど!ニッポン（ニッポン放送）                            | 7:00 たんぽぽの綿毛time♪                                                          |
| 7  | 7:10 わくわくお届け便                                                  | 7:10 舩越園子のゴルフコラム                                                       |
| 7  | 7:25 おはよう!ニッポン全国消防団（ニッポン放送）                       | 7:25 くるまのことラジオ                                                           |
| 7  | 7:25 おはよう!ニッポン全国消防団（ニッポン放送）                       | 7:30 NBCミューズハーツNEO                                                         |
| 7  | 7:35 お知らせ                                                          | 7:35 今旬!インフォメーション                                                      |
| 7  | 7:40 NBCミューズハーツNEO                                              | 7:35 今旬!インフォメーション                                                      |
| 7  | 7:45 道路混雑情報                                                      | 7:35 今旬!インフォメーション                                                      |
| 7  | 7:50 NBC50ニュース                                                     | 7:50 お知らせ                                                                     |
| 7  | 7:50 NBC50ニュース                                                     | 7:55 ニュース                                                                     |
| 8  | 8:00 話題のアンテナ 日本全国8時です（TBSラジオ)                        | 8:00 ONE-J（TBSラジオ) ▽8:55 レースガイド・長崎ケーブルメディア今日のプロ野球情報 |
| 8  | 8:15 ◇大串ひろしのよかとこ佐賀                                         | 8:00 ONE-J（TBSラジオ) ▽8:55 レースガイド・長崎ケーブルメディア今日のプロ野球情報 |
| 8  | 8:30 レースガイド                                                      | 8:00 ONE-J（TBSラジオ) ▽8:55 レースガイド・長崎ケーブルメディア今日のプロ野球情報 |
| 8  | 8:35 まいどあり〜。                                                    | 8:00 ONE-J（TBSラジオ) ▽8:55 レースガイド・長崎ケーブルメディア今日のプロ野球情報 |
| 8  | 8:50 NBC50ニュース                                                     | 8:00 ONE-J（TBSラジオ) ▽8:55 レースガイド・長崎ケーブルメディア今日のプロ野球情報 |
| 9  | 9:00 ◇NBC R50 ▽11:35 健康生活インフォメーション ▽11:50 NBC50ニュース   | 8:00 ONE-J（TBSラジオ) ▽8:55 レースガイド・長崎ケーブルメディア今日のプロ野球情報 |
| 10 | 9:00 ◇NBC R50 ▽11:35 健康生活インフォメーション ▽11:50 NBC50ニュース   | 10:00 ◇80年代専門番組ときめき!レコード室 どきっ（再放送）                         |
| 10 | 9:00 ◇NBC R50 ▽11:35 健康生活インフォメーション ▽11:50 NBC50ニュース   | 10:30 10分インフォメーション                                                      |
| 10 | 9:00 ◇NBC R50 ▽11:35 健康生活インフォメーション ▽11:50 NBC50ニュース   | 10:40 癒しのピアニスト中村弥生のゆったりサンデー                                  |
| 10 | 9:00 ◇NBC R50 ▽11:35 健康生活インフォメーション ▽11:50 NBC50ニュース   | 10:50 ニュースと天気予報                                                          |
| 11 | 9:00 ◇NBC R50 ▽11:35 健康生活インフォメーション ▽11:50 NBC50ニュース   | 11:00 解決!知っ得プレミアム                                                       |
| 11 | 9:00 ◇NBC R50 ▽11:35 健康生活インフォメーション ▽11:50 NBC50ニュース   | 11:15 洋楽処POPS倶楽部                                                            |
| 11 | 9:00 ◇NBC R50 ▽11:35 健康生活インフォメーション ▽11:50 NBC50ニュース   | 11:30 ゴリけんのぐるぐるマップ（RKBラジオ）                                       |
| 12 | 9:00 ◇NBC R50 ▽11:35 健康生活インフォメーション ▽11:50 NBC50ニュース   | 12:00 亀渕昭信のお宝POPS（火曜会）                                                |
| 12 | 9:00 ◇NBC R50 ▽11:35 健康生活インフォメーション ▽11:50 NBC50ニュース   | 12:30 NBCミューズハーツNEO                                                        |
| 12 | 9:00 ◇NBC R50 ▽11:35 健康生活インフォメーション ▽11:50 NBC50ニュース   | 12:35 旬!SHUN!ピックアップ                                                        |
| 12 | 12:50 NBC50ニュース                                                    | 12:50 ニュース                                                                    |
| 12 | 12:55 NBCミューズハーツNEO                                             | 12:50 ニュース                                                                    |
| 13 | 13:00 サンドウィッチマン ザ・ラジオショー サタデー（ニッポン放送）     | 13:00 三宅裕司のサンデーヒットパラダイス（ニッポン放送）                          |
| 14 | 13:00 サンドウィッチマン ザ・ラジオショー サタデー（ニッポン放送）     | 14:00 志の輔&雷鳥のなんでか?ニッポン（北日本放送）                                |
| 14 | 13:00 サンドウィッチマン ザ・ラジオショー サタデー（ニッポン放送）     | 14:30 問わず語りの神田伯山（TBSラジオ）                                           |
| 15 | 15:00 NBCサタデー・サンデー競馬中継（ラジオNIKKEI）                    | 15:00 NBCサタデー・サンデー競馬中継（ラジオNIKKEI）                               |
| 16 | 16:00 MUSIC KNOCK!                                                     | 16:00 ukkaり娘の浮かれでぃお（かしわプロダクション）                              |
| 16 | 16:00 MUSIC KNOCK!                                                     | 16:15 納得健康15分                                                                |
| 16 | 16:30 イトーとスドーのモノ申し隊!                                      | 16:30 歌めぐり風だより                                                            |
| 16 | 16:45 道路混雑情報                                                     | 16:30 歌めぐり風だより                                                            |
| 16 | 16:50 NBC50ニュース                                                    | 16:30 歌めぐり風だより                                                            |
| 17 | 17:00 夏川りみのたびぐくるちむぐくる（かしわプロダクション）           | 17:00 元気スイッチ                                                                |
| 17 | 17:00 夏川りみのたびぐくるちむぐくる（かしわプロダクション）           | 17:15 純烈・スーパー銭湯!!（かしわプロダクション）                                |
| 17 | 17:30 相川七瀬 ROCK GHOS ON（かしわプロダクション）                    | 17:30 ◇ひげドクターと原ちゃんのチョイ悪クリニック                                 |
| 17 | 17:45 ウィークエンドネットワーク（TBSラジオ）                          | 17:30 ◇ひげドクターと原ちゃんのチョイ悪クリニック                                 |
| 17 | 17:50 ◇さらば青春の光の『青春デストロイヤー』                          | 17:30 ◇ひげドクターと原ちゃんのチョイ悪クリニック                                 |
| 18 | 18:00 オキシジェンのラジオスープレックス（山陰放送）                   | 18:00 小倉・IMALUの○○玉手箱                                                       |
| 18 | 18:00 オキシジェンのラジオスープレックス（山陰放送）                   | 18:15 NBCミューズハーツNEO                                                        |
| 18 | 18:00 オキシジェンのラジオスープレックス（山陰放送）                   | 18:20 ニュースと天気予報                                                          |
| 18 | 18:30 シティポップコレクション                                         | 18:30 あの人この歌ああ人生（再放送）                                              |
| 19 | 19:00 もしかしてどぶろっくだけど!?（かしわプロダクション）             | 19:00 ハライチのターン!（TBSラジオ）                                              |
| 19 | 19:30 かが屋の鶴の間（中国放送）                                       | 19:00 ハライチのターン!（TBSラジオ）                                              |
| 20 | 20:00 芸人お試しラジオ「デドコロ」（火曜会）                           | 20:00 アルコ&ピース D.C.GARAGE（TBSラジオ）                                       |
| 20 | 20:30 今晩は 吉永小百合です（TBSラジオ）                               | 20:00 アルコ&ピース D.C.GARAGE（TBSラジオ）                                       |
| 21 | 21:00 Sweets×Pop すっぴんNAGASAKI                                      | 21:00 スタンド・バイ・見取り図（TBSラジオ）                                       |
| 22 | 22:00 福山雅治と荘口彰久の「地底人ラジオ」（渋谷のラジオ）             | 22:00 松山千春のON THE RADIO（NACK5）                                             |
| 23 | 22:00 福山雅治と荘口彰久の「地底人ラジオ」（渋谷のラジオ）             | 23:00 さらば青春の光がTaダ、Baカ、Saワギ（TBSラジオ）                             |
| 23 | 23:30 SixTONESのオールナイトニッポンサタデースペシャル（ニッポン放送） | 23:30 Snow Manの素のまんま（文化放送）                                            |
| 0  | 23:30 SixTONESのオールナイトニッポンサタデースペシャル（ニッポン放送） | 0:00 なにわ男子の初心ラジ!（ニッポン放送）                                        |
| 1  | 1:00 オードリーのオールナイトニッポン（ニッポン放送）                  | （1:00 - 4:00 放送休止）                                                          |
| 2  | 1:00 オードリーのオールナイトニッポン（ニッポン放送）                  | （1:00 - 4:00 放送休止）                                                          |
| 3  | 3:00 オールナイトニッポン0(ZERO)（ニッポン放送）                       | （1:00 - 4:00 放送休止）                                                          |
| 4  | ヤーレンズのオールナイトニッポン0(ZERO)（最終週）                      | 4:00 にゅーとぴ♪（TBSラジオ）                                                     |

- NBCゴールデンナイトゲーム（火：RKBラジオ・JRN系列局）（水：KBCラジオ/ニッポン放送・NRN系列局）（木・金：ニッポン放送・NRN系列局）
- サガン鳥栖・V・ファーレン長崎実況中継（不定期）
- 箱根駅伝実況中継（文化放送より毎年1月2日・3日にネット）
- 天皇盃 全国男子駅伝実況中継（中国放送より毎年1月第3日曜 12:15にネット）
- ボートレースラジオ実況中継（文化放送よりSG競走優勝戦開催日にネット）

### 過去に放送された番組

#### 自社制作番組
★はラジオ佐賀制作
平日朝
- 通勤ラジオNBC（月曜 - 金曜  7:30 - 8:50）
- 加地良光の感度リョーコー!630（1996年4月 - 、月曜 - 金曜 6:30 - 8:50）
- ラジオ朝いち!（月曜 - 金曜 6:30 - 8:50）
- 今日も朝からNBC!（月曜 - 金曜 6:30 - 8:30）
- 朝からダッシュNBC!（月曜 - 金曜 6:30 - 8:15）
- ラジオ朝刊 おはようラジオ!（2009年3月30日 - 2017年3月31日、月曜 - 金曜 6:40 - 8:40）
- 歌のない歌謡曲（JRN系企画ネット番組）

平日昼前
- おまかせワイド（月曜 - 金曜 9:00 - 10:50、土曜 9:00 - 11:35）
- のり子のおまかせワイド（9:00 - 11:30）
- 峰ちゃんのどんなモーニング（月曜 - 木曜 9:00 - 11:25）
- 熊ちゃんのちわーす出前ラジオです（月曜 - 木曜 9:00 - 11:25）
- ごきげんワイド（月曜 - 金曜 9:00 - 11:20、月曜 - 木曜 ヒロさんのきいてモーニング、金曜 よしこの聞いてモーニング）
- ごきげんワイド 竹内淳のラジオです（木曜 - 金曜 9:00 - 11:20）
- 早田紀子のキラッとモーニング（月曜 - 火曜 9:00 - 11:30）
- 寄川淑仔のほわっとモーニング（水曜 - 木曜 9:00 - 11:30）
- モーニング・サプリ（ - 2017年3月31日、月曜 - 金曜 9:00 - 11:30）

平日昼過ぎ
- ときめきワイド
- ときめきワイドLスタからこんにちは（1988年4月 - 、12:00 - 15:25）
- ときめきワイド気ままにアーブ（月曜 - 金曜 12:00 - 14:50）
- 午後はいただき（1996年4月 - 、月曜 - 金曜 12:00 - 16:45）
- 午後が大好き!もぎたてラジオ（月曜 - 金曜 12:00 - 16:15）
- ここが真ん中 音楽弁当（月曜 - 金曜 12:00 - 12:50）
- 満腹ワイド ラジDONぶり（月曜 - 金曜 12:00 - 15:50）
- 情報コンビニ 午後ですよ（2012年4月 - 2014年3月28日、月曜 - 金曜 12:00 - 15:50）
- 情報コンビニ 午後ゴGO!!（2014年3月31日 - 2017年3月31日、月曜 - 金曜 12:00 - 15:50）
- こっとん（2017年4月3日 - 2018年3月30日、月曜 - 金曜 13:00 - 15:50）
- NBCラジオ夕刊（月曜 - 金曜 16:00 - 16:45、ラジオ佐賀と同時放送）
- NBCラジオ ザ・チャージ!（2020年3月30日 - 2023年9月29日）

平日夜
- 夜はこれから ヒロさんのグイっとイブニング（月曜 - 木曜 18:30 - 21:00）
- オトナとコドモのなぜなぜ研究所（月曜 - 金曜 18:00 - 18:10）
- 月曜電リク 竹ちゃんの月夜寿司（月曜 18:30 - 21:00）
- NBCミュージックライブラリー（月曜 - 金曜 NBCゴールデンナイトゲーム終了後 - 22:00）
- うまか情報局 → うまか学園
- シュワッチうるとらレスキュー帯 → シュワッチうるとらレスキュー隊 → ハイスクールレスキュー隊
  - （1990年4月 - 1993年4月、月曜 - 金曜 22:10 - 22:20 → 22:00 - 22:20 → 22:10 - 22:30）
  - （平日帯番組になる前は、1988年4月 - 1990年3月の間、土曜 21:00 - 23:30で放送）
- 村山君のミトコンドリア（月曜 - 金曜 22:10 - 22:35）
- 植本君のミトコンドリア（月曜 - 金曜 22:10 - 22:25）
- 野田ゼミ 熱血ラジオ受験塾 → 野田ゼミナール受験ジャーナル（月曜 - 金曜 22:35 - 22:50）
- わがままナイトHAPPY10（1996年4月 - 、月曜 - 金曜 22:00 - 22:50）
- 快刀乱麻本気塾（1997年4月 - 、月曜 - 木曜 21:00 - 22:50  金曜 21:00 - 21:30）
- バリうま!ラジオチップス（1998年4月 - 、月曜 - 木曜 21:00 - 22:50）
- 金太郎のひまじん倶楽部（火曜 22:00 - 23:00）
- MUSIC BAAAN!（水曜 - 木曜 22:00 - 23:00）

金曜日
- 熊ちゃんのどんなモーニング（金曜 9:00 - 11:25、土曜 9:00 - 11:45）
- 林田君の向こう三軒両隣（金曜 9:00 - 11:25、土曜 9:00 - 11:50）
- よしこさん家の万商店 ただいま営業中（金曜 9:00 - 11:30、土曜 9:00 - 11:39）
- ありさのビタミンラジオ（金曜 9:00 - 11:30）
- 塚田恵子のシャキッとモーニング（金曜 9:00 - 11:30）
- 梅さんの音楽時代屋（金曜 18:30 - 21:00）

土曜日午前
- おはようサタデー（1996年4月 - 、土曜 7:00 - 8:50）
- よくばりサタデー ありさのビタミンラジオ（土曜 7:00 - 11:39）
- 竹内・阿部のどんどん土曜日（土曜 9:00 - 11:50）
- まちこさんと酒井くんの土曜はギューッと（土曜 9:00 - 11:30）
- まちこさんと岡本くんの土曜はギューッと（ - 2020年3月28日、土曜 9:00 - 11:35）

土曜日午後
- わいわいわいどNBC（土曜 13:00 - 16:00)
- お昼の歌謡ステーション（土曜 12:00 - 14:50）
- アッシー・ロコの土曜はBANGBANG!NBC歌謡トップ30（土曜 14:00 - 15:50）
- 恵子のサウンドマガジン NBCベスト30（土曜 15:00 - 17:20）
- サタデー歌謡ゼミナール 何でもアリサ!（1996年4月 - 、土曜 12:00 - 16:50）
- お騒がせ夫婦熊ちゃんゆっこの引っ越しラジオ 昼から270分（土曜 12:00 - 16:30、日曜 12:00 - 16:20）
- ラジDONサタデー 奥様と村山のドラマチックな昼下がり（土曜 12:00 - 14:50）
- いっちゃんのMUSIC BAAAN LAVISH（土曜 15:00 - 16:30）
- まち子さんと午後もギューッと（土曜 12:00 - 13:50）
- 集まれ!飛び出せ!団塊フレンズ（土曜 12:00 - 13:50）
- きかせられないラジオ（2009年4月11日 - 2014年3月、土曜 16:00 - 16:30）
- Campus Wave（土曜 17:00 - 17:20）
- ひろみの生でイキますっ!（土曜 18:30 - 21:00）
- サウンズ・ウイズ・コーク
- STUDIO C2 SQUARE（土曜 23:30 - 24:30）
- Coke on time 熊切秀昭のちゃんぽんHot Wave → Coke Teens Club 中村繁のちゃんぽんハイスクール（土曜 23:30 - 24:00）

日曜日
- 川瀬隆史のそれいけ!電リクマン（日曜 14:00 - 17:00）
- 誠四郎電リク170分
- サンデーありさのHOT電リク（1989年4月 - 1990年3月）
- 電リクランド恵子のサンデーコースター（日曜 13:00 - 15:30）
- 林田君のRing!Deng!電リクリリンのリン!（日曜 13:00 - 15:30）
- 村山仁志のファイヤー!電リク（日曜 13:00 - 15:00）
- 中島三博の電リクぴぃちくぱぁちぃ（日曜 13:00 - 15:00）
- ぐゎんばる電リク!花木・植本のサンデーリクエスト（日曜 13:00 - 14:30）
- 参上!電リク怪獣ウエモー!（日曜 13:00 - 14:30 、15:00 - 16:50）
- サンデーリクエスト 中村繁のパワフルハイタイム（日曜 12:00 - 14:30）
- リクエスト天国スーパーカウントダウン（日曜 12:00 - 16:50）
- NBCポップストップ30（日曜 15:30 - 16:30）
- SUNDAY KISS みどりのPOPS TOP30（日曜 15:00 - 16:50）
- 花木・植本のNBC POPS BEST30（日曜 15:00 - 16:50）
- NBCスーパーヒッツグルーヴ（日曜 15:00 - 16:50）
- 日曜電リク 希望音楽会（日曜 12:00 - 14:55）
- ラジオ番付ミミソコ（日曜 12:00 - 14:55）
- プレゼントアワー（日曜 23:15 - 24:15、放送時間は変更あり）

1953年度から2005年度までに終了したもの
- 絵のない映画館
- 希望音楽会
- 午後の歌謡アルバム
- 長崎ものしり手帳（1953年3月 - 1986年）
- スイッチオン ヤングジャーナル
- 只今お昼歌謡曲
- 気分はリズム ありさのホット・ヒット・ランク（1986年 - 1988年3月）
- ありさん・クマさんの土曜はBANG BANG（1988年4月 - 1989年3月）
- 全力疾速2345
- マイク&ユー
- さだまさしの好奇心倶楽部
- 大村ボート情報 → 大村競艇情報
- 福島長治のジャズ倶楽部 → 福島長治の倶楽部J&P
- 絵のない音楽館
- いっちゃんのHi!それマンディよ
- サンデージャーニー
- 由紀ちゃんの「かのか」で乾杯
- 放送批評NBC
- 私の忘れ難き人
- 被爆者手帳
- 誠四郎のしっとっと
- グッドフィッシング
- 青春真っ只中
- ジャズラウンドミッドナイト
- 元気いちばん

2006年度から2007年度までに終了したもの
- 月の音色（月曜 19:30 - 21:00）
- ちょいと懐かし歌謡曲（土曜 8:15 - 8:30）
- Talking under the tree （土曜 18:30 - 19:00）
- 日曜アナらじ（日曜 12:00 - 13:00）
- COCO de Music（日曜 16:00 - 17:00）
- 週刊キッズニュース（日曜 18:00 - 18:20）
- スイッチ・オン!団塊ラジオ（日曜 18:30 - 19:00）

2008年4月から2012年3月までに終了したもの
- ヒロさん・圭のきいてモーニング（月曜 - 水曜 9:00 - 11:30）
- ローラとあずみのパジャマのままで聞かなきゃsongsong!（日曜 12:00 - 14:55）

2012年4月から2014年3月までに終了したもの
- ざっつカステライヴ（土曜 21:00 - 22:00）
- up×3（あっぷあっぷあっぷ）（土曜 22:00 - 23:30）

2014年4月から2015年3月までに終了したもの
- おいしい南島原（土曜 16:00 - 16:30）

2015年4月から2015年9月までに終了したもの
- ながさき情報宅配便（月曜 18:30 - 19:00）
- たんこぶちんのがば語るばい!!（土曜 23:00 - 23:15）

2015年10月から2016年3月までに終了したもの
- 音楽喫茶店ハマヤン（日曜 16:00 - 16:30）

2016年4月から2016年9月までに終了したもの
- 午後のえんかBOX（月曜 - 金曜 16:00 - 16:10）
- ヒロさんの人生やっぱり演歌だぜ（日曜 18:30 - 19:00）

2016年10月から2017年3月までに終了したもの
- ★ふるさと民謡集（土曜 11:40 - 11:50）
- 集まれ!飛び出せ!団塊フレンズ（土曜 12:00 - 13:50）
- NBCカウントダウンサタデー（土曜 22:00 - 23:00）
- 「あした、映画いきませんか?」（土曜 23:15 - 23:30）
- さくら町ステーション（日曜 12:00 - 12:55）

2017年4月から2017年6月までに終了したもの
- ★カノエラナの「カノエによかごて語らして。」（月曜 18:20 - 18:30）

2017年7月から2018年3月までに終了したもの
- 平松誠四郎のあさかラ!（金曜 7:00 - 11:50）※木曜までのあさかラ!に吸収。平松も枠を変更し続投。

2018年4月から2018年11月までに終了したもの
- ★週刊サガン鳥栖（月曜 19:30 - 20:00）

2018年12月だけに終了したもの
- MUSIC KNOCK!（月曜 19:30 - 20:00）※2015年9月まで放送していたが、2018年12月3日から31日まで期間限定で放送。

2018年12月から2019年3月までに終了したもの
- MachikoのおしゃべりCafe（月曜 20:00 - 20:30）
- Playtimerock ナガサキ音遊び（金曜 21:00 - 21:30）
- ながさき文学散歩（土曜 7:40 - 7:45）
- じげらナイト キャンラジ（土曜 20:30 - 21:00）※月曜 19:30 - 20:50より枠移動

2019年4月から2019年9月までに終了したもの
- JASMAC presents マゴノテの長崎ミッケ（月曜 21:50 - 21:55）

2019年10月から2020年3月までに終了したもの
- NBC Lスタチャージ!（月曜 - 金曜 17:44 - 18:20）
- 浩子クレメニアの聴いてクレメニア!!（月曜 20:00 - 20:30）
- SKP radio Box（木曜 21:30 - 22:00）
- ★ヒーマン&ひげドクターのチョイ悪ラジオ（日曜 17:30 - 18:00）
- 想い出の花束 〜あの日、あの時、あのメロディー〜（月曜 - 金曜 16:20 - 16:30）※月曜 - 金曜 18:00 - 18:10より枠移動

2020年4月から2021年3月までに終了したもの
- ラジオcodeキャン（? - 2021年3月26日、金曜 21:30 - 22:00）
- ★メガモッツ 池内裕介のトモダチ100人できるかな?!（? - 2021年3月27日、土曜 20:00 - 20:30）

2021年4月以降に終了したもの
- バカロック・ラヂオ
- 栗原優美の耳より情報館（? - 2021年9月）
- 週刊さくら町書房（? - 2021年9月）
- TOKU dream radio（? - 2021年9月）
- TATSUMAKIの「僕は思う」（? - 2021年9月）
- マチコでNightね!（? - 2021年9月）
- ★radio FREAK（2017年7月3日 - 2021年9月）
- 癒しのピアニスト 中村弥生のゆったりサンデー（? - 2022年3月）
- ツル亀らじお（? - 2022年3月）
- RADIO KING.（2020年4月4日 - 2023年3月25日、土曜 9:00 - 11:35）
- Vファ×ラジ（? - 2024年3月、木曜 16:40 - 16:50）
- グッドグッド（2022年4月 - 2024年3月、日曜 11:00 - 12:00、2022年3月までは『ツル亀らじお』として放送）
- 川瀬隆史の勝手気ままラジオ!（? - 2024年3月、土曜 17:00 - 17:30）

ほか

## テレビ

### テレビネットワークの移り変わり
- 1959年（昭和34年）1月1日 - 長崎県でテレビ（VHF）放送開始（この時点では、地形的な制約から佐賀県でのテレビ免許の交付は受けず、UHF波使用解禁後もエリアを拡大しないまま今日に至っている）。日本テレビ・ラジオ東京テレビ（現：TBSテレビ）とネットを組む。
- 1959年（昭和34年）3月1日 - 日本教育テレビ（NET、現：テレビ朝日）・この日開局のフジテレビともネットを組む。
- 1959年（昭和34年）8月1日 - ニュースネットワークJNNに加盟。ニュースはラジオ東京テレビフルネット、以外はフリーネットと定める。
- 1967年（昭和42年）6月 - 民間放送教育協会に加盟。
- 1969年（昭和44年）4月1日 - UHF親局のテレビ長崎（KTN）が開局。日本テレビ・フジテレビの番組の大半および、ごく一部のNETの番組が移行され、同局と共有することとなる。
- 1975年（昭和50年）3月31日 - ネットチェンジにより、JNN・TBSテレビ系列の大阪発の番組が朝日放送（現：朝日放送テレビ）から毎日放送に変更（いわゆる腸捻転解消）。ただし、NET→テレビ朝日系に変更した朝日放送の大半の番組は、引き続き長崎放送で放送される。
  - 全国的に、該当する一地域内の複数のテレビ局の間で番組交換が行われたが、NBCとKTNとの間で番組交換はごく少数にとどまった。これはKTNがANN系列に加盟していなかったことに加え、元々ANN系列の番組の大半がNBCで放送され、KTNで放送された番組が少なかったためである。
- 1984年（昭和59年）4月1日 - この日をもって日本テレビ系列番組のゴールデンタイムでの放送を取りやめ、同時間帯の番組編成は一部のローカル枠以外、JNN・TBSテレビ系列にほぼ統一（これまで放送されてきた日本テレビ系列のゴールデンタイムの番組のネットはKTNに移行している[注釈 13]）。
- 1990年（平成2年）4月1日 - 長崎文化放送（NCC）の開局によりテレビ朝日系列の番組（民教協制作分を除く）がNCCへ移行。
- 1991年（平成3年）4月1日 - 長崎国際テレビ（NIB）の開局により日本テレビの番組（民教協制作分を日本テレビ系列局が担当したものを除く）がNIBへ移行[注釈 14]。

#### 1970・1980年代（長崎県民放テレビ2局時代）の編成状況
ここではテレビ長崎（KTN）の開局（1969年4月）から長崎文化放送（NCC）の開局（1990年4月）までの21年間の主にゴールデン・プライム枠の編成状況について列挙する。TBSテレビ系列局としては珍しく、報道関係の番組を除いては日本テレビ系列・NET→テレビ朝日系列の番組も交えた実質的なクロスネット編成がとられていた。
月曜日・水曜日
TBSテレビ系の番組を同時ネット。
火曜日
1979年3月位まで、火曜日19時台後半は『全日本歌謡選手権』や『宇宙戦艦ヤマト2』『新・巨人の星』などの読売テレビ制作土曜19時台前半枠を遅れネットで放送していた（『宇宙戦艦ヤマト2』は最終回を除き日曜日18時から放送し、『ヤマト2』の最終回と1979年4月から1984年3月までは土曜日19時から日本テレビ系列と同時ネット）。これは1975年秋までTBSテレビ系列ではローカルセールス枠としていたためである。木曜日19時台前半との交換で全国ネット枠になった後もしばらく読売テレビ発のアニメを放送していたため、『ぴったし カン・カン』については当初日曜日18時からの遅れネットだった。その後、1979年4月から『ぴったし カン・カン』を同時ネットした。今度は1987年10月から19時台全体がローカルセールス枠となり、前半は朝日放送テレビ制作（テレビ朝日系列）の番組を2日遅れで放送し（『地球大好き!大冒険!』の途中から『地球キャッチミー』の途中まで）、後半はテレビ東京制作の番組を放送していた（『ミスター味っ子』など）。NCC開局以降はTBSの『そこが知りたい』をネットするようになった。
また、火曜日22時台は1987年秋まで長年TBSテレビ系列ではローカルセールス枠だったため、NET→テレビ朝日系列の番組を放送していた。具体的には『特別機動捜査隊』→テレビ朝日火曜9時枠の連続ドラマを1時間遅れ（1983年春頃まで）→テレビ朝日日曜8時連続ドラマを2日遅れでそれぞれ放送していた（1983年春頃から1987年9月まで）。その後1987年10月よりTBSテレビ系列で『JNNニュース22プライムタイム』（月曜 - 金曜放送）放送開始したために全国ネット枠となった。
木曜日
1975年春から1984年秋までは、TBSテレビ系列の木曜日19時台前半はローカルセールス枠であったので、NET→テレビ朝日の『クイズタイムショック』を同時スポンサードネットしていた。『JNNニュースコープ』が放送時間が拡大した1984年秋から最終回までは時差ネット（日曜日の17時からの放送）となったが、スポンサードネットは継続していた。
23時台は『特別機動捜査隊』（1965年頃）『ナショナルゴールデン劇場』（1972年頃）を時差ネットしていた。
金曜日
1984年春まで金曜日の19時から19時30分はTBS系の『クイズダービー』を遅れネットで放送していた（1976年4月 - 1984年3月まで、1976年1月の放送開始 - 1976年3月と1984年4月 - 最終回までは土曜日19時30分の同時ネット）。19時30分から21時までは、かつて同時間帯に放送されていた『日本プロレス中継』との関係で日本テレビ系列番組の放送を行い、その流れで『カックラキン大放送!!』や『太陽にほえろ!』なども放送した（1984年4月よりKTNへ移行し、両番組とも最終回まで放送）。そのためTBSテレビ系で1979年（昭和54年）から20時から放送された『3年B組金八先生』の第1シリーズは、3年後の1982年4月、土曜日の22時から放送された。同第2シリーズも第1シリーズ終了の翌週から続けて開始し、合わせて約1年間放送した。『1年B組新八先生』と『3年B組貫八先生』は未放送。『2年B組仙八先生』は1983年4月頃から土曜日16:00位に1年間放送していた。さらに、長渕剛主演の『家族ゲーム』もパート2のみの放送となった。なお、田村正和主演の『うちの子にかぎって』は1・2とも同時ネットしている。
当時の金曜日の19時30分から21時までの編成内容は他に信越放送、北陸放送、宮崎放送、南日本放送や熊本県民テレビが開局する1982年4月以前の熊本放送も同じ内容であった（20時から21時までは琉球放送も同様）。ちなみに信越放送と熊本放送は水曜・金曜・日曜、北陸放送は水曜・金曜の19時30分から21時までは日本テレビ系列番組を同時ネットしていた。1970年代から1984年3月までは、上記以外（当時民放2局地区のTBSテレビ系列）でも19時30分から21時までの時間帯はTBSテレビ系列ではなく日本テレビ系を同時ネットしていた局が多かった。
1977年9月2日（昭和52年）は金曜日であり、当初19時30分から21時までは日テレ系列のナイター生中継予定は無かったが（中継録画で、『11PM』（KTNがネット）で放送予定）、その当時巨人軍の王貞治選手（のちに福岡ソフトバンクホークスの監督を務める）のホームラン世界記録（756号）達成秒読み段階になっていたため、急遽ナイターを生中継することになった。当然NBCも自動的にネットした。しかし、新記録のホームランはなかなか出ないまま試合は長引き、日テレはニュースを挟み21時以降も中継することを決断した。NBCでは21時からは、TBSテレビ系列のドラマ「赤いシリーズ」の5作目『赤い激流』をネットしていたため、完全中継はできなかった。長崎地区で21時から日テレ系列の番組をネットする放送局は、もうひとつの民放のKTN（1977年当時フジと日テレのクロスネットだった）であり、同日20時55分のニュースを挟み中継を行った。おそらく、同一番組をライバル民放でリレー中継を行ったことは、全国的に見ても初めてで珍しい例だったのではないだろうか。結局、新記録は翌日のナイター中継の前に出ている（現在（1991年以降）では日テレ系列のナイター中継はNIBで放送、詳細はプロ野球トップ&リレー中継#過去の異例なリレー中継を参照）。
土曜日
土曜日に関しても同様で、一時期最大19時から22時までは日本テレビ系の放送枠であった。
『 土曜トップスペシャル』で放送していた『欽ちゃんの全日本仮装大賞』は1984年3月まで当局で出場者募集を行っていた。
TBS系で19時から放送の『まんが日本昔ばなし』は、1979年4月 - 1984年3月の間、日テレのプロ野球中継や特別番組との兼ね合いで、日曜日の夕方（18時 → 17時）から放送していた。19時30分からの『クイズダービー』も1976年3月 - 1984年3月の間金曜日19時からの時差ネットだった（前記以外の期間については両番組ともに同時ネット）。
高視聴率番組だった『8時だョ!全員集合』は1984年3月まで放送されていなかった。
1984年4月から土曜日ゴールデンタイムがTBS系番組に統一された理由は、ナイター中継の延長に対応するため（信越放送・北陸放送も同様）。
21時台では、日テレの『グランド劇場』を同時ネットしていたため、TBSテレビ系列で同時間帯に放送されていた『Gメン'75』などは半年から1年後に土曜日の夕方から放送された（ただし、『Gメン'75』は編成上の都合で途中で打ち切っており、最終回スペシャルを除き、残りの未放送部分については、2021年8月1日現在に至るまで放送されていない）。1983年4月になってTBSテレビの『ザ・サスペンス』のネットに踏み切り、それまで放送されていた日テレのドラマ『あんちゃん』を途中で打ち切り、残り分はKTNで後日放送され、1984年の改編から『グランド劇場』の番組自体が正式にKTNへと移動した。
KTNでのグランド劇場の放送は基本的に時差ネットで、1983年（昭和58年）4月から『三枝の愛ラブ!爆笑クリニック』が移動してくる1985年（昭和60年）9月まで火曜22時に放送。以降は不明。なお、同番組の同様の時差ネットは、同じ九州地区の鹿児島テレビ（KTS）でも行われていた。
『24時間テレビ 「愛は地球を救う」』の第1回 - 第4回、および第6回については、土曜日分をNBCが、日曜日分をKTNが担当し、全国で唯一リレー放送をしていた（第7回よりKTNのみネットするようになり、KTNがNNN系列を脱退した翌年の1991年から現在までは長崎県でのNNN/NNS系列であるNIBがネットしている）。
日曜日
1990年のNCC開局までテレビ朝日の『土曜ワイド劇場』を『NBCワイド劇場』と改題した上で、『すばらしき仲間』のあと日曜日の22時30分から遅れネットで放送していた。そのあと翌月曜日0時25分ごろから『歌う天気予報』を放送して、そのあと静止画4枚（ブルーバック2枚とイラスト2枚）にアナウンスを流し一日の放送が終了していた。この態勢だったため、1985年3月31日まで日曜日の『JNNニュースデスク』（1988年10月2日以降は『JNNニュース』）はネットされなかった。1985年4月7日より『NBCワイド劇場』の後の翌月曜日0時20分から録画放送されるようになり、1988年4月3日より『JNNスポーツチャンネル』もネットするため、翌月曜日0時50分からの放送となった（NCC開局後は『JNNスポーツチャンネル』、『JNNニュース』いずれもNBCでも同時ネットとなった）。

### テレビチャンネル

#### デジタル放送
- コールサイン：JOUR-DTV
- コールネーム：NBCながさきデジタルテレビジョン
- リモコンキーID：3JNN系列のリモコンキーID地図

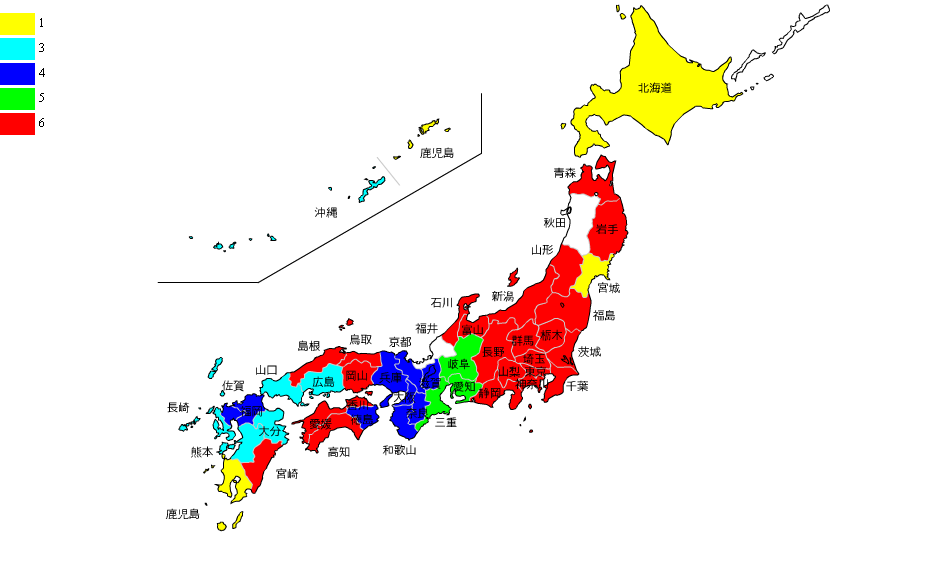
JNN系列のリモコンキーID地図

  - JNN系のリモコンキーIDは原則、TBSテレビのアナログ親局と同じ「6」であるが、NBCはそれだと自身のアナログ親局の「5」より大きいこともあり当初は「1」を希望していた。しかし、アナログ親局1chの北海道放送（HBC）・東北放送（TBC）・南日本放送（MBC）と異なり「1」が使用できず[注釈 19]、次に希望したのはアナログ親局4chのMBS毎日放送（大阪）・RKB毎日放送（福岡）両局と同じ「4」だったが、「4」は最後発のNIB長崎国際テレビが獲得したことから、老舗局ということでNIB・NCC（後述）に勝つべく「3」となった[注釈 20]。長崎県では他系列を含め「6」をアナログ親局やリモコンIDに使用される局は存在しない。在崎6波で唯一標準のリモコンキーIDを使わない。本局がアナログ親局で使われていた「5」は在崎民放ではANN系列の長崎文化放送（NCC）がリモコンキーIDに使用している[注釈 21]。
  - JNN系でリモコンキーID「3」は、本局の他、中国放送（RCC）、テレビ山口（tys）、熊本放送（RKK）、大分放送（OBS）、琉球放送（RBC）でも使用される。
- 長崎 14ch 1kW 送信機はNEC製（稲佐山、NCC・NIBのアナログ送信所にKTN・NCC・NIBと共同で設置）[41]
- 佐世保 22ch 1kW 送信機はNEC製（烏帽子岳、NCC・NIBのアナログ送信所に・NCC・NIBと共同で設置）
- 諫早 23ch 10W （五家原岳）
- 南串山 14ch 3W （彦山）
- 島原 23ch 3W （眉山）
- 南有馬 14ch 3W （上ノ原）
- 平戸 39ch 3W （鞍掛山）
- 福江 24ch 10W （八本木山）
- 松浦 37ch 3W （城山）※当初は31chであったが、2012年10月2日から12月18日の間にチャンネル変更が行われたのに伴い、混信対策局として設置された松浦西中継局のチャンネルに統合された。
- 大瀬戸 35ch 3W （遠見山）※2013年1月8日から2月19日の間に14chから変更された。
- 有川 45ch 1W （矢倉岳）
- 郷ノ浦 41ch 30W （岳ノ辻）※2012年1月16日から2月20日の間に61chから変更された。
- 厳原 28ch 30W （権現山）
- 東長崎 31ch 1W （高城山）
- 飯盛 23ch 0.3W （飯盛山）
- 矢上 23ch 0.3W （普賢岳）
- 外海 14ch 0.1W （城山北方）
- 長与 14ch 1W （丸田岳）
- 畝刈 30ch 0.3W （飯盛岳）
- 松浦西 37ch 1W （城山 ※松浦中継局と同じ）※当初は松浦中継局の混信対策局として設置された。先述のチャンネル変更に伴い、同中継局へ統合された。
- 吉井 24ch 0.3W （牧の岳山）
- 佐々 22ch 0.1W （城辻山）
- 雲仙 41ch 0.05W （絹笠山）
- 相浦 22ch 0.3W （愛宕山）
- 世知原 22ch 0.3W （東八天岳）
- 江迎鹿町 24ch 0.3W （江迎鹿町駅西方高地）
- 長崎滑石 14ch 0.3W （水道山）
- 波佐見 32ch 0.3W （波佐見町折敷瀬郷）
- 松浦南 24ch 0.3W （高法知岳）
- 平戸中 24ch 1W （鯛の鼻）
- 平戸南 24ch 0.3W （屏風岳）
- 野母崎 43ch 0.1W （長崎市脇岬町）
- 奈摩 45ch 0.3W （高熨斗山）
- 松浦福島 15ch 0.3W （城ノ越）
- 宇久 51ch 0.3W （城ヶ岳）※2017年1月16日から2月10日の間に23chから変更された。
- 三井楽 45ch 0.3W （三井楽町内）
- 早岐 22ch 0.3W （飯盛山）
- 長崎北 14ch 0.5W （間山）
- 長崎西山 14ch 0.3W （風頭山中腹）
- 佐世保大野 21ch 1W （石盛山）
- 佐世保日野 22ch 0.1W （鹿子前北方）
- 佐世保赤崎 22ch 1W （赤崎岳）
- 為石 23ch 0.05W （為石町南方高地）
- 長崎南 14ch 0.3W （小ヶ倉町南方高地）
- 戸町 14ch 0.3W （戸町南東高地）
- 蚊焼 26ch 0.3W （蚊焼小学校西方高地）
- 阿翁 26ch 0.01W （白山姫神社境内）
- 西彼大島 32ch 0.01W （竜崎西方高地）
- 野母高浜 43ch 0.01W （弁天山）
- 長崎平山 41ch 0.05W （平山台）
- 富江 45ch 0.3W （只狩山）
- 島原北 23ch 0.3W （島原市宇土町）
- 松浦鷹島 15ch 0.3W （鷹島町原免）
- 北有馬 35ch 0.1W （白木野小学校北東）
- 北有馬西 35ch 0.1W （若宮神社南方高地）
- 崎戸東 45ch 0.01W （西海市崎戸支所北方高地）
- 崎戸西 45ch 0.01W （大島小学校北西高地）
- 大島徳万 45ch 0.01W （徳万公民館裏）
- 奈良尾 33ch 0.1W （金山）
- 佐世保日宇 44ch 0.3W （日宇西方高地）
- 南鹿町 14ch 0.01W （鹿町町船ノ村）
- 有川北 37ch 0.05W （有川港西方高地）
- 御館山 44ch 0.05W （御館山）
- 長崎茂木 23ch 0.01W （茂木小学校南方高地）
- 松浦東 15ch 0.3W （大田溜池南方高地）
- 小値賀 51ch 0.3W （愛宕山）※2017年1月16日から2月10日の間に23chから変更された。
- 崎山 39ch 0.1W （箕岳）
- 小佐々楠泊 14ch 0.01W （光福寺南東）
- 鬼木中尾 14ch 0.05W （波佐見町鬼木郷）
- 佐世保柚木 28ch 0.1W （高花岳）

#### アナログ放送
2011年7月24日停波時点
- 長崎 JOUR-TV 5ch（稲佐山）
- 佐世保 10ch（烏帽子岳）
  - かつてJOMF-TVのコールサインが与えられていたが廃止。
- 諫早 49ch → 62ch（五家原岳、アナ→アナ変換によるチャンネル変更）
- 島原 62ch
- 平戸 4ch
- 五島 6ch
- 対馬 9ch

この他にも、県内に約130の中継局がある（長崎県は山地・離島などの複雑な地形により県内の世帯をカバーするためにも他の都道府県より多くの中継局を設けなければならない事情もある）。

### 放送時間
24時間放送は実施せず。開始・終了の時刻はその時々に応じて変更。
2023年4月現在は平日（月 - 金曜）は午前3:50、土曜・日曜は午前4:00である。編成の関係で変更の場合あり。

### 現在放送中の番組

#### 自社制作番組
- Pint（月曜 16:50 - 18:55、火曜 - 金曜 16:50 - 19:00）[注釈 22]
- MUSIC WOLF TV（月曜 1:50 - 2:00〈日曜深夜〉）
- ピース! V・ファーレン（毎月最終月曜 22:57 - 23:00）
- 生中継!ワッツ8プン（金曜 9:55 - 10:05）
- 情報☆ピカッぷ（金曜 10:05 - 10:25）
- いろどりプラス（金曜 22:54 - 23:00）
- NBCニュース（土曜 0:43 - 0:46〈金曜深夜〉）
- ふるさと再発見 長崎ばーどアイ（土曜 18:50 - 18:55）

#### RKB毎日放送制作番組
太字は同時ネット
e-JNN（九州・沖縄）向けの番組としてRKB毎日放送を幹事社とする共同制作、およびNBCが制作協力している番組を掲載。その他の番組はRKB毎日放送#番組を参照。
- 城島健司のJ的な釣りテレビ（月曜 0:50 - 1:20〈日曜深夜〉）
- JNN九州・沖縄ドキュメント ムーブ（月曜 1:20 - 1:50〈日曜深夜〉）
- 和田明日香のア・レシピ（土曜 17:00 - 17:30）
- 新 窓をあけて九州（日曜 10:00 - 10:15）
- 世界一の九州が始まる!（日曜 10:15 - 10:30）

### ネット番組

#### TBS系ローカルセールス
太字は同時ネット。

#### TBSテレビ制作番組
- Nスタ・第0部（月曜 - 金曜 15:49 - 16:50）
- 月バラナイト（月曜 23:56 - 翌0:55）
- 華丸の「先生!染まりんしゃったね...。」（水曜 0:56 - 1:26〈火曜深夜〉）
- 世界くらべてみたら（水曜 19:00 - 20:00）
- 巷のウワサ大検証!それって実際どうなの会（水曜 20:00 - 21:00）
- ワールド極限ミステリー（水曜 21:00 - 21:57）
- 歩道・車道バラエティ 道との遭遇（木曜 0:56 - 1:26〈水曜深夜〉、CBCテレビ制作）
- ヒロシのぼっちキャンプ（土曜 0:48 - 1:48（金曜深夜）、BS-TBS制作）
- 夜明けのラヴィット!（土曜 5:45 - 7:30）
- 王様のブランチ（土曜 9:30 - 11:45）
- 町中華で飲ろうぜ（日曜 12:54 - 13:24、BS-TBS制作）
- バース・デイ（日曜 16:00 - 16:30）

#### 毎日放送制作番組
- よしもと新喜劇（月曜 1:20 - 2:15〈日曜深夜〉）
- 皇室アルバム（日曜 6:30 - 6:45）
- 住人十色（日曜 16:30 - 17:00）

#### CBCテレビ制作番組
- ゴゴスマ -GO GO!Smile!-（月曜 - 金曜 13:55 - 15:49）

#### 北海道放送制作番組
- ジンギス談!（日曜 0:58 - 1:28〈土曜深夜〉）

#### テレビ東京系列
- 家、ついて行ってイイですか?（水曜 23:56 - 翌0:55）
- YOUは何しに日本へ?（土曜 11:59 - 13:24）
- タクシー運転手さん一番うまい店に連れてって!（土曜 16:00 - 16:54）
- 忘却バッテリー（日曜 0:28 - 0:58（土曜深夜））
- パウ・パトロール（日曜 11:00 - 11:30）

#### 民間放送教育協会共同制作
- 日本のチカラ（日曜 6:00 - 6:30）

#### その他
- ドリパラ～DREAM PARADISE～（火曜 0:55 - 1:25〈月曜深夜〉）
- Re:ゼロから始める異世界生活 第3期（木曜 1:26 - 1:56〈水曜深夜〉）
- なんでんカフェ（木曜 10:25 - 10:50、長崎ケーブルメディア制作）
- Music B.B. Japan（金曜 0:56 - 1:26〈木曜深夜〉、アークミュージック制作）

### 過去に放送した番組

#### 自社制作番組
- NBCニュース6（1976年4月5日 - 1990年3月30日）
- 報道センターNBC（1990年4月2日 - 2016年4月2日）
- Nスタ プラス長崎（2016年4月4日 - 2020年3月27日）
- させぼシネマガイド
- 佐賀県だより
- ばってんチャンネルえぷろん
- えぷろん930（1982年 - ）
- NBCほっとポテト[注釈 30]
- UPるトゥディ（1996年 - 2004年）
- あっ!ぷる → あっぷる（2004年4月5日 - 2020年3月20日）
- 長崎歌謡祭（本田美奈子.らを輩出）
- NBC住宅情報
- ながさき花紀行
- みんなのチャンネル
- NBC劇場
- NBCお茶の間劇場
- テアトルNBC
- NBC特選名品館
- NBC金曜コレクション → ウィークエンドセレクション
- 万屋テレビ
- 音キューブ
- トクトクタイム
- おもしろウォッチング島原半島
- 情報360度
- ながさき味な出会い
- あじさいニュース
- ろまん街道旅日記
- 大きくなあれ
- 県民のひろば
- 週刊ブーメラン
- とっとっとテレビ
- きゃっちゅ
- テレビニュータウン
- ダントツ潮流
- NEWS HEADLINES NBC
- ミッドナイトNBC
- 金曜日のりんごたち
- 話題のクロスロード
- NBCニュース&天気
- 週刊ボートですよ!
- ときめきバザール
- あっぷる先出し中継8分1本勝負!
- コクラヤテレビギャラリー
- げなパネ!
- 明日の長崎アシナガさん!
- バリヤゼDEEPナイト
- こちら県庁広報2課

ほか

#### ネット番組

##### テレビ東京系列
- 女子プロレス中継 世界選手権シリーズ（金曜 23:00 - 23:30）
- 超スーパーカー ガッタイガー（月曜 16:50 - 17:20）
- 三波伸介の凸凹大学校（土曜昼に放送）
- タモリの音楽は世界だ（日曜深夜に放送）
- ヒカルの碁
- 炎の闘球児 ドッジ弾平
- 愛の貧乏脱出大作戦 → ジカダンパン!責任者出て来い!（土曜昼に放送）
- 鬼神童子ZENKI
- 神経質バラエティー 心配さん
- たけしの誰でもピカソ
- 決戦!クイズの帝王
- ロンブーの怪傑!トリックスター
- BLUE DRAGON（第1期のみ放送）
- 怒りオヤジ3
- 田舎に泊まろう!
- ドラマ24の作品
  - 『モテキ』・『湯けむりスナイパー』→『嬢王3 〜Special Edition〜』→『トラブルマン』→『勇者ヨシヒコと魔王の城』→『勇者ヨシヒコと悪霊の鍵』→『まほろ駅前番外地』→『みんな!エスパーだよ!』→『リバースエッジ 大川端探偵社』→『初森ベマーズ』→『不便な便利屋』→『孤独のグルメ season5』→『東京センチメンタル』→『ナイトヒーロー NAOTO』→『勇者ヨシヒコと導かれし七人』→『バイプレイヤーズ 〜もしも6人の名脇役がシェアハウスで暮らしたら〜』→『孤独のグルメ season6』→『孤独のグルメ Season7』→『Iターン』→『孤独のグルメ8』→『浦安鉄筋家族』→『あのコの夢を見たんです。』

- ポケモンサンデー（アニメ版はNIBで放送）
- レディス4 → L4 YOU!（同時ネット、2016年3月打ち切り）
- KOZY'S NIGHT 負け犬勝ち犬
- 孤独のグルメ → 孤独のグルメ season2 → 孤独のグルメ season3 → 孤独のグルメ season4
- 出没!アド街ック天国（一時期のみ）
- テレビあっとランダム（土曜夕方に放送）
- 週刊真木よう子
- イナズマイレブンGO → イナズマイレブンGO クロノ・ストーン → イナズマイレブンGO ギャラクシー
- 金曜8時のドラマ
  - 『刑事吉永誠一』 →『三匹のおっさん』→『三匹のおっさん2』→『僕らプレイボーイズ 熟年探偵社』→『釣りバカ日誌〜新入社員 浜崎伝助〜』→『警視庁ゼロ係〜生活安全課なんでも相談室〜』→『ドクター調査班〜医療事故の闇を暴け〜』→『ヤッさん〜築地発!おいしい事件簿〜』→『石川五右衛門』→『三匹のおっさん3』→『釣りバカ日誌 Season2〜新米社員 浜崎伝助〜』→『警視庁ゼロ係〜生活安全課なんでも相談室〜SECOND SEASON』→ 『ユニバーサル広告社〜あなたの人生、売り込みます!〜』→ 『特命刑事 カクホの女』→『執事 西園寺の名推理』→『警視庁ゼロ係〜生活安全課なんでも相談室〜THIRD SEASON』→『駐在刑事season2』→『記憶捜査2〜新宿東署事件ファイル〜』

- ファッション通信
- サブちゃんと歌仲間
- 岡本綾子のNECスーパーゴルフ（KTNでも放送）
- 太鼓持ちの達人〜正しい××のほめ方〜
- LOVE理論
- 世界の料理ショー
- 爆走兄弟レッツ&ゴー!!
- まんが 水戸黄門
- ウレロ☆シリーズ
  - ウレロ☆未完成少女 → ウレロ☆未体験少女 → ウレロ☆無限大少女

- ココリコミリオン家族 → タカトシの空飛ぶチェリーパイ
- 昼めし旅 〜あなたのご飯見せてください!〜（途中打ち切り、番組自体は継続中）
- チマタの噺（途中打ち切り）
- アイカツ!（途中打ち切り、『アイカツスターズ!』以降は県内未放送）
- ワンパンマン
- コレ考えた人、天才じゃね!? 〜今すぐ役立つ生活の知恵、集めました〜
- おそ松さん
- イラっとくる韓国語講座
- マスカットナイト
- バイプレイヤーズ〜もしも名脇役がテレ東朝ドラで無人島生活したら〜
- NEO決戦バラエティ キングちゃん
- けものフレンズ
- 弱虫ペダル GLORY LINE
- スナックワールド
- 深夜!天才バカボン
- 六三四の剣（月曜 17:20 - 17:50）
- たけしのニッポンのミカタ!
- 太川蛭子の旅バラ
- 先生、、、どこにいるんですか? 〜会って、どうしても感謝の言葉を伝えたい。〜
- きょうの猫村さん
- 病院の治しかた〜ドクター有原の挑戦〜
- デカ盛りハンター（途中打ち切り、番組自体は継続中）
- 妖怪ウォッチ → 妖怪ウォッチ シャドウサイド → 妖怪ウォッチ! → 妖怪ウォッチJam 妖怪学園Y 〜Nとの遭遇〜 → 妖怪ウォッチ♪（途中打ち切り、番組自体は継続中）
- 30歳まで童貞だと魔法使いになれるらしい
- ガールズ×戦士シリーズ（『魔法×戦士 マジマジョピュアーズ!』以前の作品および『ビッ友×戦士 キラメキパワーズ!』は県内未放送）
  - ひみつ×戦士 ファントミラージュ!→ポリス×戦士 ラブパトリーナ!

- 新みつばちマーヤの冒険（テレビ大阪制作）
- 綾小路きみまろの人生ひまつぶし（テレビ大阪制作）
- きらきらアフロ → きらきらアフロTM（途中打ち切り、テレビ大阪制作）
- わざわざ言うテレビ（途中打ち切り、テレビ大阪制作）
- 和風総本家（テレビ大阪制作）
- フューチャーカード バディファイト → フューチャーカード バディファイト100 → フューチャーカード バディファイトDDD（テレビ愛知制作）
- ワーキングデッド〜働くゾンビたち〜（BSテレ東制作）
- ワカコ酒 → ワカコ酒2（BSテレ東制作、第1シリーズは系列局の中国放送も制作に参加）
- インテリワードBAR 見えざるピンクのユニコーン（BSテレ東制作）
- 絶メシロード→絶メシRoad2
- 超かわいい映像連発!どうぶつピース!!
- 新幹線変形ロボ シンカリオンZ（本放送終了後に放送、第1期はTBS系番組として同時ネット）
- SPY×FAMILY
- チェンソーマン
- ヤギと大悟
- ワカコ酒
- 弁護士ソドム
- 怪獣8号
- 秋山ロケの地図
- 何を隠そう…ソレが!

ほか

##### 日本テレビ系列
- 轟先生
- レ・ガールズ → ハッチャキ!!マチャアキ → コント55号のなんでそうなるの? → カックラキン大放送!!
- 三菱ダイヤモンド・アワー → 太陽にほえろ!
  - （『カックラキン』と『太陽にほえろ!』は1984年4月に同時ネットのままKTNへ移行）

- シャープクライマックス 人生はドラマだ
- 全日本プロレス中継（同時ネット→火曜深夜、1984年頃にKTNへ移行）
- 日産スター劇場 → 土曜グランド劇場（1983年4月にKTNへ移行）
- 笑点（初期のみ、KTN開局に伴い移行）
- 踊って歌って大合戦
- 土曜トップスペシャル（1984年3月まで）
- 24時間テレビ 「愛は地球を救う」
  - （第1回 - 6回、土曜日の夜から日曜日の早朝まで放送。第5回は不参加。ちなみに日曜日の早朝から夜のエンディングまではKTNにリレー放送した。これは番組スポンサーの都合によるものと、土曜日夜のKTNの編成が主としてフジテレビ系中心だったことへの配慮と考えられる）

- 全国高等学校サッカー選手権大会（NIB開局後の1年間はネット）
- ごちそうさま（14:15から時差放送。『おもいッきりテレビ』に内包された後（14:00から）も1年間続いたが打ち切り。1991年4月に開局したNIBで長崎県へのネットが復活し最終回まで放送）
- おしゃれ → 三枝成章の気まぐれ（14:00から時差放送。『オシャレ30・30』からKTNへ移行。『おもいッきりテレビ』の1コーナー『昼下がりのカルチャー』（14:15から）も1年間放送）
- あなたのワイドショー → ミセス&ミセス → ルックルックこんにちは（3番組とも9:30から時差放送。1982年に自社制作番組（『えぷろん930』）開始に伴いルックルックを打ち切り。1991年4月に開局したNIBで長崎県へのネットが復活し最終回まで放送。）
- 日立ドキュメンタリー すばらしい世界旅行（初期のみ、KTN開局に伴い移行）
- 健康増進時代（日本医師会提供。初期のみ、1970年4月にKTNへ移行）
- 日本テレビ火曜8時枠時代劇
- 快傑ハリマオ
- 新・エースをねらえ!
- 二十世紀
- 新春スポーツスペシャル箱根駅伝（KTNが編成上放送できない年のみ放送）
- 東芝アラカルトクッキング・しあわせの味
- 戦え!超ロボット生命体トランスフォーマー → 戦え!超ロボット生命体トランスフォーマー2010 → トランスフォーマー ザ☆ヘッドマスターズ → トランスフォーマー 超神マスターフォース → 戦え!超ロボット生命体 トランスフォーマーV
- 鉄腕アトム (アニメ第2作)
- よみうりテレビ制作土曜19時台前半枠
  - 黄金バット → 巨人の星 → 天才バカボン（第1作のみ放映、1975年度の『元祖-』と1990年度の『平成-』はKTNにて放映。1999年度の『レレレの-』は県内の放送局では未放映）
  - 隆一まんが劇場 おんぶおばけ→冒険コロボックル
  - 全日本歌謡選手権 → そっくりショー（第4期）→ 新・巨人の星 → 宇宙戦艦ヤマト2 → 新・巨人の星II → 宇宙空母ブルーノア → お笑いエース登場 → 宇宙戦艦ヤマトIII→世界ウルトラショー → 一発逆転!!げんてんクイズ → げんてんクイズ → 三枝の恋ピューター → 一ッ星家のウルトラ婆さん

- タイガーマスク（よみうりテレビ制作）
- ムーの白鯨（よみうりテレビ制作、日曜 18:00 - 18:30）
- お笑いマンガ道場（中京テレビ制作、初期のみ、1980年代後半にKTNへ移行）

ほか

##### テレビ朝日系列
※の番組はnccへ移行。
- モーニングショー（第1期のみ）※
- 平日正午の枠（1968年ネット開始。15時 → 14時から時差ネット）※
  - アフタヌーンショー → なうNOWスタジオ → 新・アフタヌーンショー → 布施明のグッDAY → 欽ちゃんのどこまで笑うの?! → お昼のマイテレビ

- 象印歌のタイトルマッチ → 象印スターものまね大合戦 → 象印クイズ ヒントでピント（日曜 10時 → 10時30分 → 17時から放送）※
- クイズタイムショック 金曜 19時 → 木曜 19時（同時ネット） → 日曜 17時から放送。（「『…21』は※)
- 日曜洋画劇場（ただし『ゴールデン映画劇場』として土曜夜に放送）※
- 徹子の部屋※（平日朝に放送）
- 新時代の中小企業→明日の経営戦略
- 欽ちゃんのどこまでやるの!? （土曜 12時30分から遅れネット）
- ビートたけしのスポーツ大将（土曜 16時に遅れネットで放送）※
- ポーラ名作劇場
- ナショナルゴールデン劇場
- テレビ朝日火曜9時枠の連続ドラマ（22時から時差ネット）
  - 大忠臣蔵→ 荒野の素浪人 → 破れ傘刀舟悪人狩り → 破れ奉行 → 江戸の鷹 御用部屋犯科帖 → 破れ新九郎 → 半七捕物帳（尾上菊五郎主演版） → 江戸の牙 → 鬼平犯科帳（萬屋錦之介主演版）/柳生あばれ旅 → 文吾捕物帳 → 柳生十兵衛あばれ旅

- テレビ朝日水曜夜9時枠時代劇
  - 日本剣客伝 → 新・日本剣客伝 → 日本任侠伝 → 燃えよ剣 → 宮本武蔵 → 軍兵衛目安箱 → 半七捕物帳（平幹二朗主演版） → さすらいの狼 → 長谷川伸シリーズ → 新書太閤記 → 女・その愛のシリーズ → 右門捕物帖 → 鬼平犯科帳（丹波哲郎主演版） → 徳川三国志 → 人魚亭異聞 無法街の素浪人

- 土曜映画劇場→ 土曜ワイド劇場（ただし、『NBCワイド劇場』として放送）※左記の番組は日曜22:30に放送
- 非情のライセンスなどの木曜22時枠（土曜22時に放送。『JNN報道特集』開始に伴い、ネット打ち切り）
- 特別機動捜査隊 → 特捜最前線（月曜深夜に異時ネット。『…特捜最前線2013』は※）
- 西部警察（ただしPART1&2は深夜に、PART3は火曜夜10時に異時ネット。『…2004』と再放送は※）
- はぐれ刑事純情派※
- さすらい刑事旅情編※
- ドラえもん ※（土曜朝7時 → 月曜夕方16時50分ごろから遅れネット。日本テレビ版 はKTNで放送）
- 暴れん坊将軍※
- 遠山の金さん捕物帳
- 賞金稼ぎ
- 遠山の金さん(杉良太郎)
- 遠山の金さん (高橋英樹)
- 名奉行 遠山の金さん※
- 素浪人 月影兵庫（近衛十四郎主演）
- 素浪人 花山大吉
- ワールドプロレスリング※（日曜昼→土曜夕方に遅れネット）
- スーパー戦隊シリーズ ※（金曜夕方17時20分頃に遅れネット）
  - バトルフィーバーJ（途中打ち切り） → 電子戦隊デンジマン → 太陽戦隊サンバルカン → 大戦隊ゴーグルファイブ → 科学戦隊ダイナマン → 超電子バイオマン → 電撃戦隊チェンジマン → 超新星フラッシュマン → 光戦隊マスクマン → 超獣戦隊ライブマン → 高速戦隊ターボレンジャー
    - （『秘密戦隊ゴレンジャー』と『ジャッカー電撃隊』は未放送）

- メタルヒーローシリーズ ※
  - 世界忍者戦ジライヤ → 超人機メタルダー（ジライヤと逆の順番で放送）
    - （初期の宇宙刑事シリーズならびに『巨獣特捜ジャスピオン』と『時空戦士スピルバン』、『機動刑事ジバン』は未放送）

- 聖闘士星矢（『…Ω』は※）
- がんばれ!!ロボコン（リメイク版の『燃えろ!!ロボコン』は※）
- イナズマン
- 愛の戦士レインボーマン
- ダイヤモンド・アイ
- アパッチ野球軍
- デビルマン
- 超電磁ロボ コン・バトラーV
- 月曜19時台前半アニメ枠
  - 海賊王子 → 魔法使いサリー（2代目は※） → ひみつのアッコちゃん（第1シリーズ） → 魔法のマコちゃん → さるとびエッちゃん → 魔法使いチャッピー → バビル2世 → ミラクル少女リミットちゃん → 魔女っ子メグちゃん→アンデス少年ペペロの冒険

- 朝日新聞ニュース → 朝日フラッシュニュース
- あばれはっちゃくシリーズ（水曜 17:20 - 17:50）
- 空手バカ一代
- ナショナルキッド
- 狼少年ケン
- キャンディ♡キャンディ
- 一休さん
- エスパー魔美（アニメ単独枠、月曜 17:30 - 18:00）
- 川崎敬三の料理ジョッキー
- パンポロリン
- つるピカハゲ丸くん（金曜 16:55 - 17:25）
- オバケのQ太郎（第3作、30分版のみ水曜 17:20 - 17:50に放送。途中で打ち切り）
- 新婚さんいらっしゃい! （朝日放送テレビ制作、腸捻転解消前から。解消後は土曜日正午からの放送）※
- 必殺シリーズ（朝日放送テレビ制作、腸捻転解消前から。ただし解消前から半年遅れの深夜に異時ネット）※
- おはようワイド・土曜の朝に（朝日放送テレビ制作、1980年9月で打ち切り）
- ザ・ハングマン（朝日放送テレビ制作）
- 超合体魔術ロボ ギンガイザー（朝日放送テレビ制作）
- はいからさんが通る → おはよう!スパンク → レディジョージィ（朝日放送テレビ制作）
- メイプルタウン物語 → 新メイプルタウン物語 パームタウン編 → ビックリマン → 新ビックリマン※（朝日放送テレビ制作）
- 夫婦善哉（朝日放送テレビ制作、NETネット時代 日曜 18:00 - 当番組終了後は『ぴったし カン・カン』を1979年3月まで放送）
- 地球大好き!大冒険! → 地球は僕らの宝島（朝日放送テレビ制作）
- 八木治郎ショー（毎日放送制作、腸捻転解消前）
- 仮面ライダーシリーズ（毎日放送制作、腸捻転解消後も放送【ここではNET（現・テレビ朝日）系で放送していた時代を表記する】）
  - 仮面ライダー → 仮面ライダーV3 → 仮面ライダーX
    - （『仮面ライダーアマゾン』は未放送、後年NCCで放送された。『仮面ライダーストロンガー』からの毎日放送制作分は全作ネット。テレビ朝日製作の平成・令和シリーズは※）

- ジャングル黒べえ （月曜17:00 - 17:30、毎日放送制作、腸捻転解消前）
- がっちり買いまショウ（NETネット時代 日曜 11:30 - ）毎日放送制作
- ガンダムシリーズ ※
  - 名古屋テレビ制作の『機動戦士ガンダム』『機動戦士Ζガンダム』『機動戦士ガンダムΖΖ』は平日17:00台に放送。平成初期に『機動戦士Ζガンダム』と『機動戦士ガンダムΖΖ』が土曜日の昼間に再放送あり。『機動戦士ガンダムSEED』以降のガンダムシリーズは毎日放送制作で同時ネット。

ほか

##### フジテレビ系列
- スター千一夜（初期のみ、途中KTNに移行）
- 世界名作劇場（一時期のみ、1975年春にKTNに移行）
- ズバリ!当てましょう（一時期のみ、途中KTNに移行）
- 銭形平次（大川橋蔵主演）
- 三匹の侍
- ザ・ヒットパレード
- 忍者部隊月光
- 鉄腕アトム (アニメ第1作)
- ゴールデン洋画劇場（一時期のみ、途中KTNに移行）
- 赤白パネルマッチ
- 日清ちびっこのどじまん
- ライオン奥様劇場
- 服部半蔵 影の軍団（関西テレビ制作、1990年代初めに平日昼に集中放送）

ほか

##### その他
- AKB0048
- まじもじるるも
- 演歌百撰
- ナイツの丼なもんでしょう!（TwellV制作）
- 白鳥麗子でございます!（河北麻友子版）
- 弱虫ペダル（テレビドラマ）
- アンゴルモア 元寇合戦記
- はたらく細胞
- Sexy Zoneの進化論（スカパー!制作）
- ゾンビランドサガ リベンジ
- 「艦これ」いつかあの海で
- サマータイムレンダ
- ゴールデンカムイ
- 【推しの子】

## アナウンサー

### 男性
- 1991年 林田繁和（アナウンス部部長）
- 1992年 村山仁志（ラジオ佐賀局長）[48]
- 2017年 岸竜之介
- 2019年 住吉光

### 女性
- 2003年 友成由紀、早田紀子
- 2008年 豊﨑なつき
- 2021年 久富美海

出典

### リポーター・パーソナリティ（長崎本社関連）
テレビ番組『Pint』に出演
- 佐々木良子
- 樋口友紀

テレビ番組で活躍
- 定島由加子
- 中村梓乃
- 甲斐田貴之
- 平地真菜
- 藤川和
- 平家達史

ラジオ番組で活躍
- 田中宏之
- 平松誠四郎
- 吉田眞知子
- 大久保圭
- 栗原優美
- 得丸典子
- 佐々野宏美 - 2000年代後半は関東地区で活動
- 菊野紗史
- 谷口亜純
- 古田沙織
- 斉藤絹子 - 元RKB毎日放送

ラジオカー「スキッピー」担当
- 後田仁（じん） - 小中学生時代に「こどもスキッピー」として出演していた。（2021年4月デビュー）
- 篠田阿子（あこ） - （2021年10月デビュー）

フリー、専属含む。主にNBCラジオ佐賀にて活動中のパーソナリティはNBCラジオ佐賀参照

### 過去のアナウンサー（他部署への異動者・退職者）
●は故人。

#### 男性
- 1954年
  - 二谷英明●（ - 1956年在籍、1954年ラジオ佐世保開局当時、放送記者として入社。間もなくアナウンサーに転じたが、1956年に退職し日活に入社。局アナが俳優となったはしりであるが、NBC始末書第1号という不名誉な記録も作ったことがある。なお、二谷の死去後、キー局・TBSのワイドショー番組で「ラジオ佐世保」在籍時の音声が流れた）
  - 新原昭治（米国核戦略研究の権威）
  - 福島長治
- 1960年
  - 伊藤明彦●（ - 1970年在籍、原子爆弾被爆証言取材の第一人者。2009年に死去）
  - 古賀勲（ - 1998年在籍）
- 1963年
  - 川瀬隆史（長崎ケーブルメディア取締役社長→会長）
- 1965年
  - 田中宏之（ - 2003年在籍、定年退職後はフリーアナウンサー。NBCラジオ朝ワイドの「生みの親」とされ、退職後も2012年3月まで『ヒロさん・圭の聞いてモーニング』のパーソナリティを務めた）
- 1966年
  - 高永昌弘
- 1967年
  - 河野英雄
- 1971年
  - 永松英信（2014年まで在籍、本来は2008年に定年を迎えていた）
- 1976年
  - 平松誠四郎（現在：報道局勤務）
  - 峰利克（現・長崎ケーブルメディア代表取締役社長）
- 1983年
  - 竹内淳（ - 2007年在籍、入社前に京都府立嵯峨野高等学校の先輩にあたる水口昌彦とアマチュアの漫才コンビ「にっちもさっちも」を組んで活動していた。退職後は地元の京都に在住）
- 1985年
  - 植草結樹（ - 1991年在籍、現・テレビ大阪アナウンサー。元朝日放送アナウンサー・植草貞夫の長男で、その関係でNBC入社時の保証人は元阪神タイガースのエース・村山実だった。弟の植草朋樹は（RKB毎日放送 → ）テレビ東京のアナウンサーである。兄弟ともにJNN系列の局からTXN系列の局にそれぞれ移籍して活躍している）
- 1988年 
  - 加地良光（ - 1998年在籍、その後TVQ九州放送アナウンサーを経て、現在は福岡県小郡市長）
  - 熊切秀昭（現在：大阪支社勤務）
- 1993年
  - 植本浩之（現在：不明）
- 1995年
  - 中村繁（現在：営業部勤務）
- 1998年
  - 酒井俊幸（ - 2007年在籍、NBCラジオ佐賀採用、退職後サガテレビ契約アナウンサー→福岡放送（FBS）記者を経て現在は薬剤師。大村市の実家の薬局を継いでいる）
  - 鈴木裕士（ - 2003年在籍、退職後、地元局の東日本放送に入社。ディレクターとして在籍。RSK山陽放送→東北放送元アナウンサーの鈴木俊光は実父）
- 2005年 
  - 大倉聡（瀬戸内海放送から移籍。2012年から2年間報道部記者、営業部配属後に退職。現在は長崎県議会議員）
- 2007年 
  - 安井成行（ - 2015年在籍、さくらんぼテレビジョンから移籍。現在は圭三プロダクション所属のフリーアナウンサー）
- 2009年
  - 國枝政晃（営業局を勤務後に退職）
- 2013年
  - 大門雅明（ - 2017年在籍、エフエム群馬から移籍、現在はフリーのスポーツアナウンサーとして活躍）
- 井上章史
- 市原隆靖（マルチタレント。一時長崎放送の専属状態にあった。ただし社員ではない。詳しくはオフィシャルウェブサイトwww.1chan.comを参照）
- 太田寿恵男
- 木山孝則
- 園田庄一（テレビニュータウンMC、ラジオ佐賀報道制作部長）
- 待鳥健次
- 山畑敏
- 山口耕輔

#### 女性
- 1974年
  - 平野妙子
- 1980年
  - 長井ありさ（旧姓・田川／- 2004年在籍、退職後アロマテラピー講師として活躍）
- 1983年
  - 本田美樹
- 1986年
  - 塚田恵子（NBCソシア取締役[50]、ブリックス長崎ブリックホール 館長[51]）

- 1987年
  - 松崎宏子
- 1988年
  - 久保田みどり（現在：事業部勤務）
  - 寄川淑仔（ - 2022年3月在籍）
- 1993年
  - 高月晶子（ - 1999年在籍、現在は長崎ケーブルメディア）
- 1997年
  - 佐藤利恵（ - 2007年在籍、現在はフリーアナウンサー）
- 1999年
  - 橋口奈緒（旧姓・宮脇）
- 2012年 
  - 染矢すみれ（ - 2021年12月在籍）
- 2019年
  - 山崎菜緒（ - 2021年9月在籍、広島ホームテレビへ移籍）
- 田中花木（在籍時はアナウンサー・ディレクター）
- 望月桜（元『報道センターNBC』お天気キャスター。ただし社員ではない）
- 田中公子
- 古川貴美子
- 酒井明美
- 辻脇京子
- 赤嶺恭子
- 城谷佳代子
- 釜田薫（旧姓・元井）
- 大屋千都子
- 梶谷ひとみ
- 杉山恵

出典 - NHKウイークリーステラ 1998年6月19日号／1999年6月25日号の各別冊

## マスコットキャラクター
- テレビンとれでぃお(創立70周年を機に制定）[17]

### 以前のキャラクター
- 南蛮君（ナンナン、バンバン、ジンジンの3人）
- キキドキちゃん、ごーまる（NBCラジオ）佐賀のオリジナルマスコット。326が製作）